# 全球反極權大遊行
「全球反極權大遊行」又稱「反赤納粹大遊行」。與「反抗威權‧迎接黎明」集會同為「全球連線、共抗極權大遊行」行動之一，是一次由網民發起的全球性反逃犯條例修訂示威活動。主要目的是連結世界各地的抗爭者於2019年9月28日或9月29日舉辦公眾行動以反抗中國共產黨以「極權」方式在世界發揮影響力。最少有二十多個國家、共六十多個城市响应是次活動。

## 背景
2019年9月25日，有示威者召開主題為「自由起義，全球抗共」的民間記者會。記者會上示威者以「極權」、「赤色敵人」形容中國共產黨，並舉出利誘多國與中華民國斷交、剽竊知識產權及設置新疆再教育營等事例作為佐證，呼籲全球追求民主自由的人士加入反抗活动。發言人於記者會上表示全球有多個國家的示威者響應行動，亦將有流亡維吾爾族、西藏人參與。

## 香港示威

### 遊行前警方嚴密佈部署 發射多枚催淚彈
示威活動的發起人表明香港的遊行不會向警方申請不反對通知書。警察早於上午近10時安排兩輛水炮車及兩輛「銳武」裝甲車於位於西環的香港中聯辦外戒備，以及一輛水炮車及「銳武」裝甲車於政府總部內戒備。有防暴警察亦換上由廣州一家公司研發的新型護甲，護甲較以往的輕巧。
遊行活動原定於下午2時半開始，由銅鑼灣東角道前往政府總部。惟中午時份警方已於銅鑼灣一帶，包括崇光百貨、記利佐治街及東角道部署大批防暴警察，崇光百貨、世貿中心及希慎廣場陸續宣佈暫停營業，使原定在世貿中心舉行的「929人道救護援誓師大會」需改於時代廣場進行。警察於銅鑼灣一帶截查穿黑衣或戴口罩的年輕人，最少4名市民與警方口角被捕，包括人民力量副主席譚得志，他自稱被捕時被警方打至骨折。而立法會議員朱凱廸向一名防暴警察了解市民被截查時，突然另一名戴黑色眼鏡的警員無預警地近距離以胡椒噴霧噴向面部。有另一名警員想替朱凱廸清洗但被其他警員阻止。朱凱廸稱感到呼吸困難，要由他人扶到一旁休息，他形容「差佬好顛（癲）」（行徑瘋狂）。。
到下午2時21分，大批市民包圍警員並湧出軒尼詩道，包圍警車並向警員投擲雜物，警方在2時22分發射多枚催淚彈驅散人群，催淚煙波及附近商戶及無辜人群。示威者向灣仔方向後退。

### 開始遊行

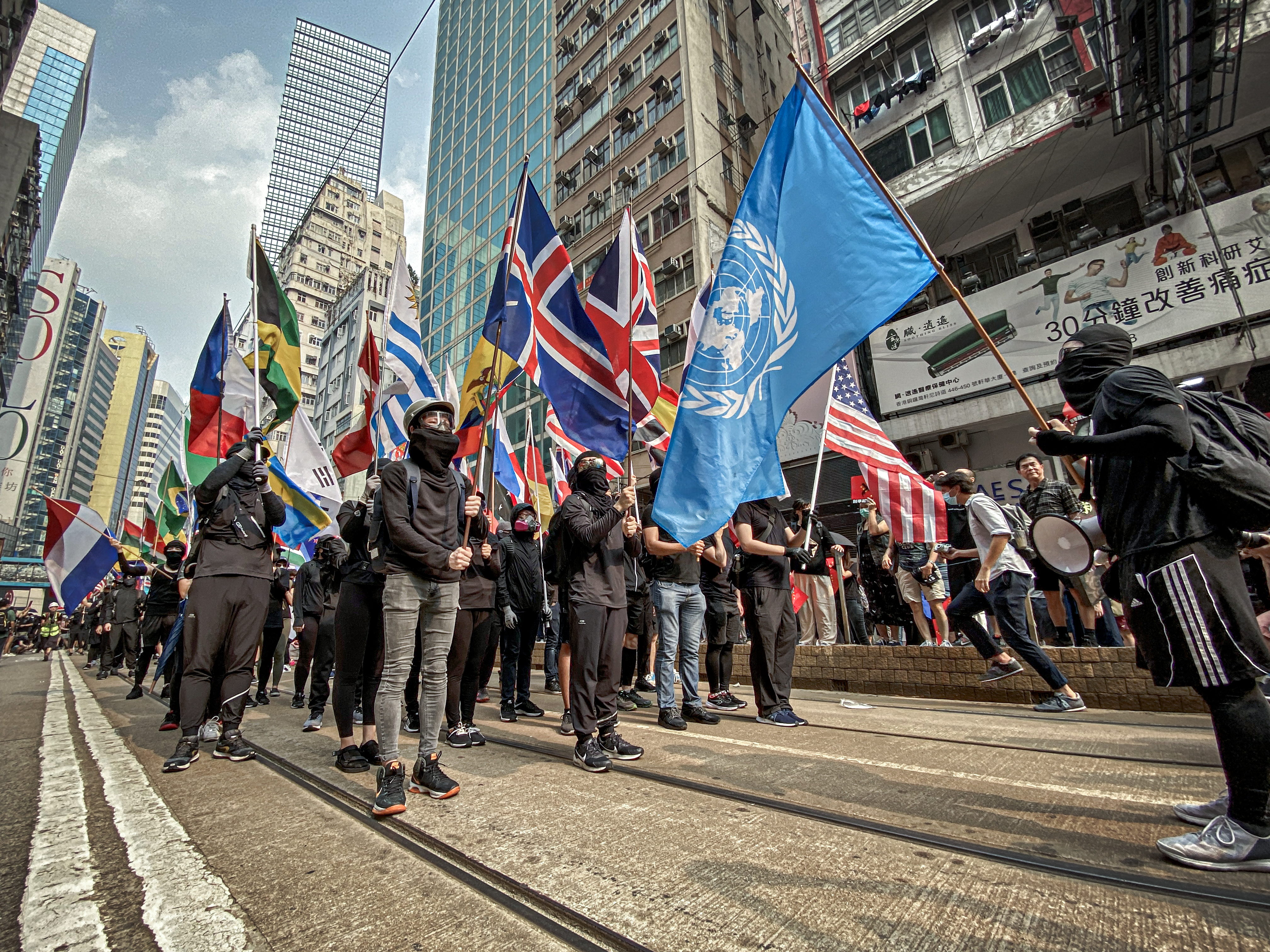
示威者手持各多國國旗走出軒尼詩道

警方撤退後，遊行隊伍在2時40分出發，人潮佔據軒尼詩道六條全線。
遊行隊伍經過金鐘太古廣場時拆下連接金鐘廊天橋印有「熱烈慶祝中國人民共和國成立70周年」的木牌，用腳踐踏並以噴漆將「熱烈慶祝」四字打交叉繼而焚燒。其後有消防車到場救熄火堆。亦有示威者於中環美利道一個地盤的建國標語上噴上「光復香港」。遊行時有示威者把印有中共總書記習近平肖像的紙張貼在地上，讓遊行人士踐踏。有遊行人士高舉反赤納粹標語及旗幟来表达对中國共產黨的不满。

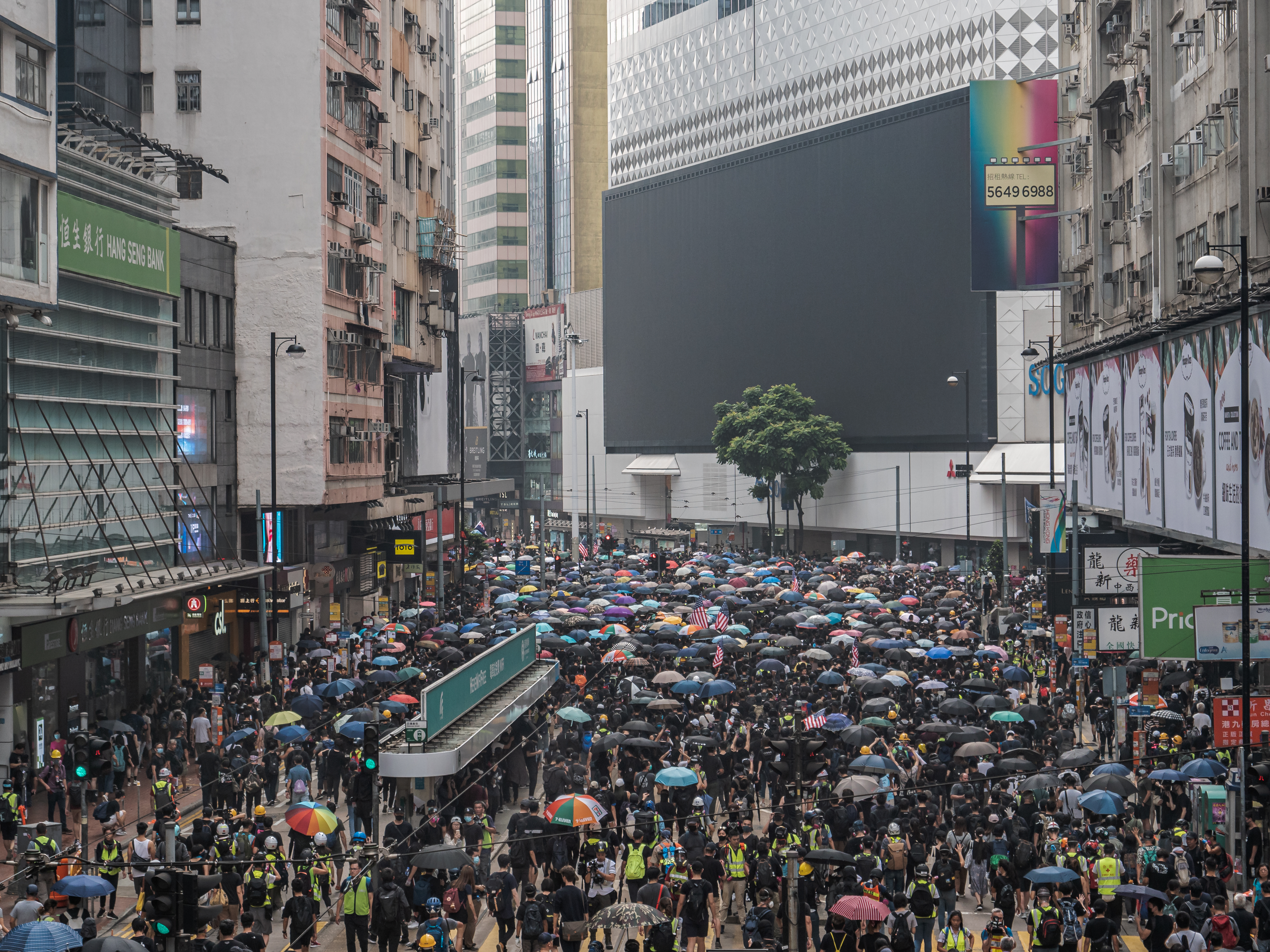
銅鑼灣人潮佔據怡和街
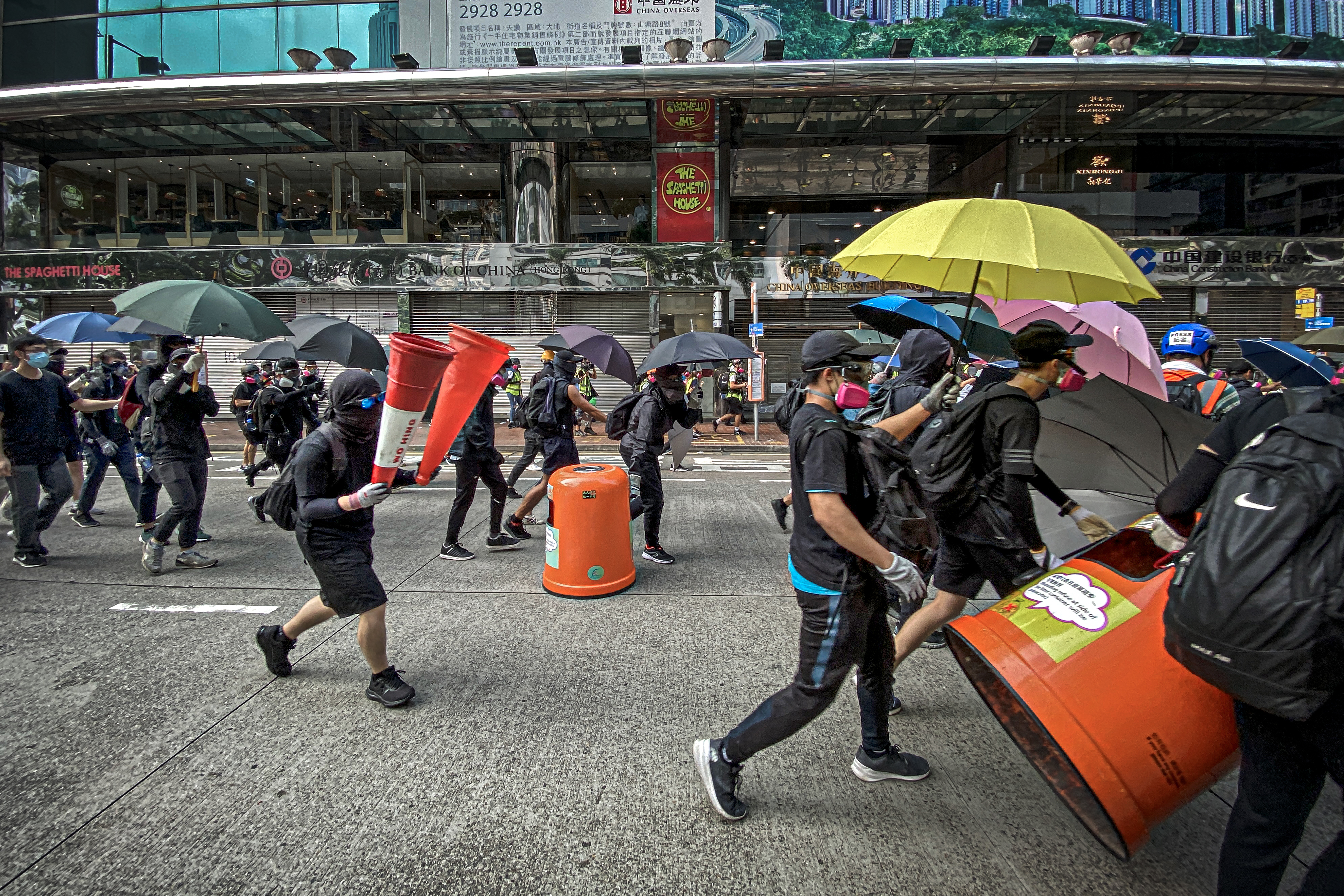
示威者在灣仔利用雪糕筒作路障
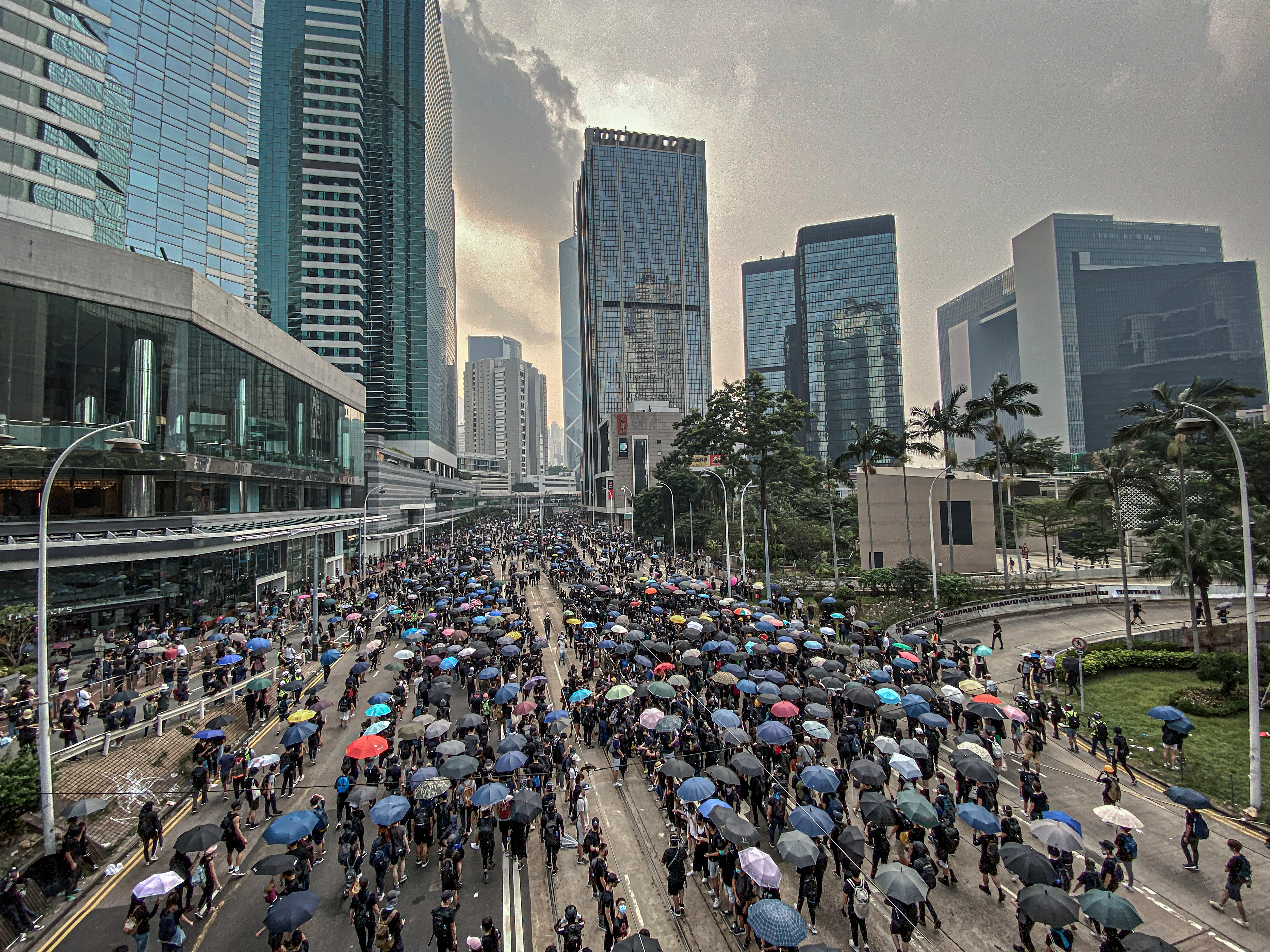
人潮佔據金鐘道

### 爆發衝突

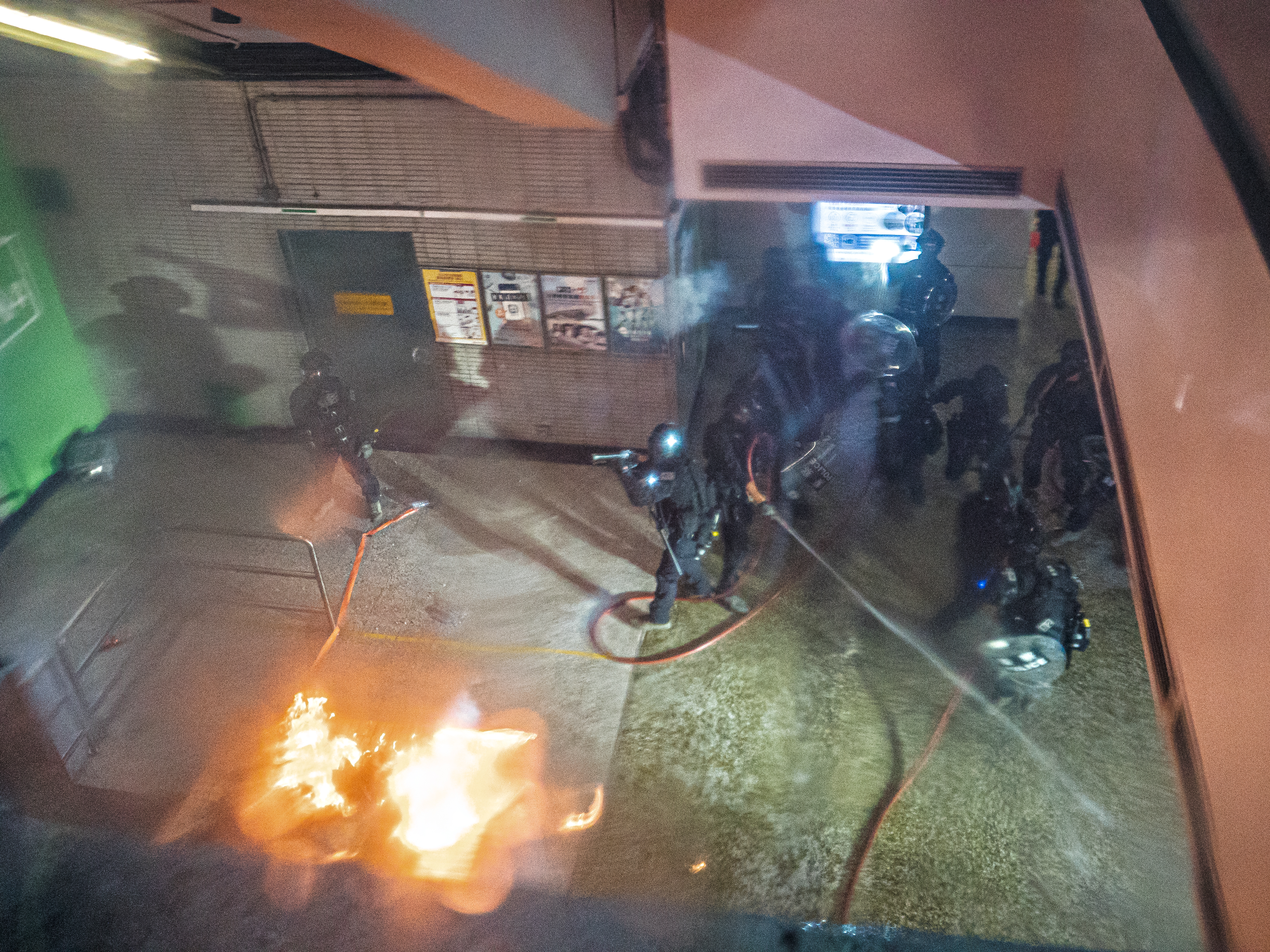
下午約3時半起，有示威者向灣仔站內擲磚頭及汽油彈，有警員由灣仔站內向外開槍

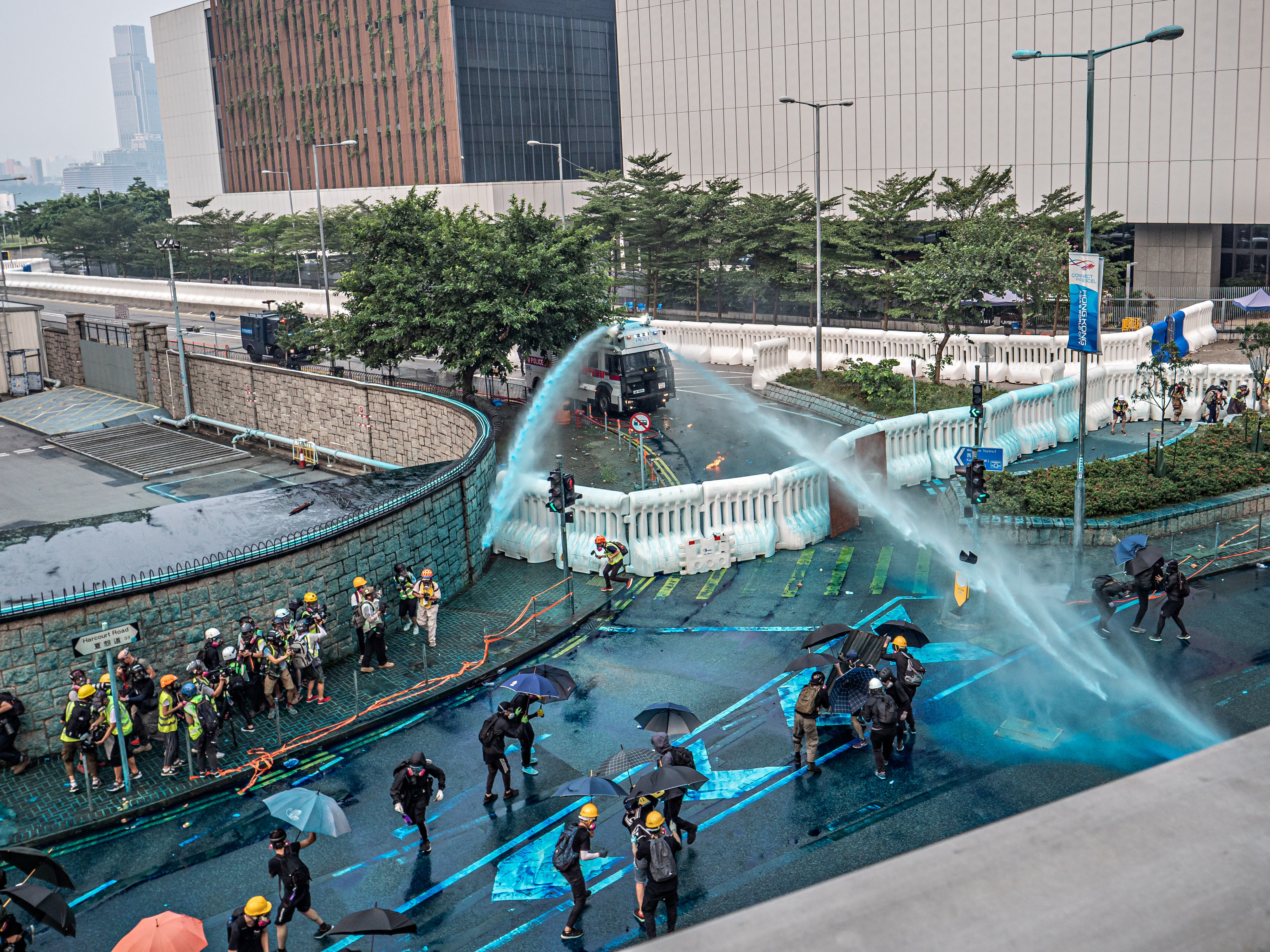
警方出動水炮車向示威者噴射藍色胡椒水

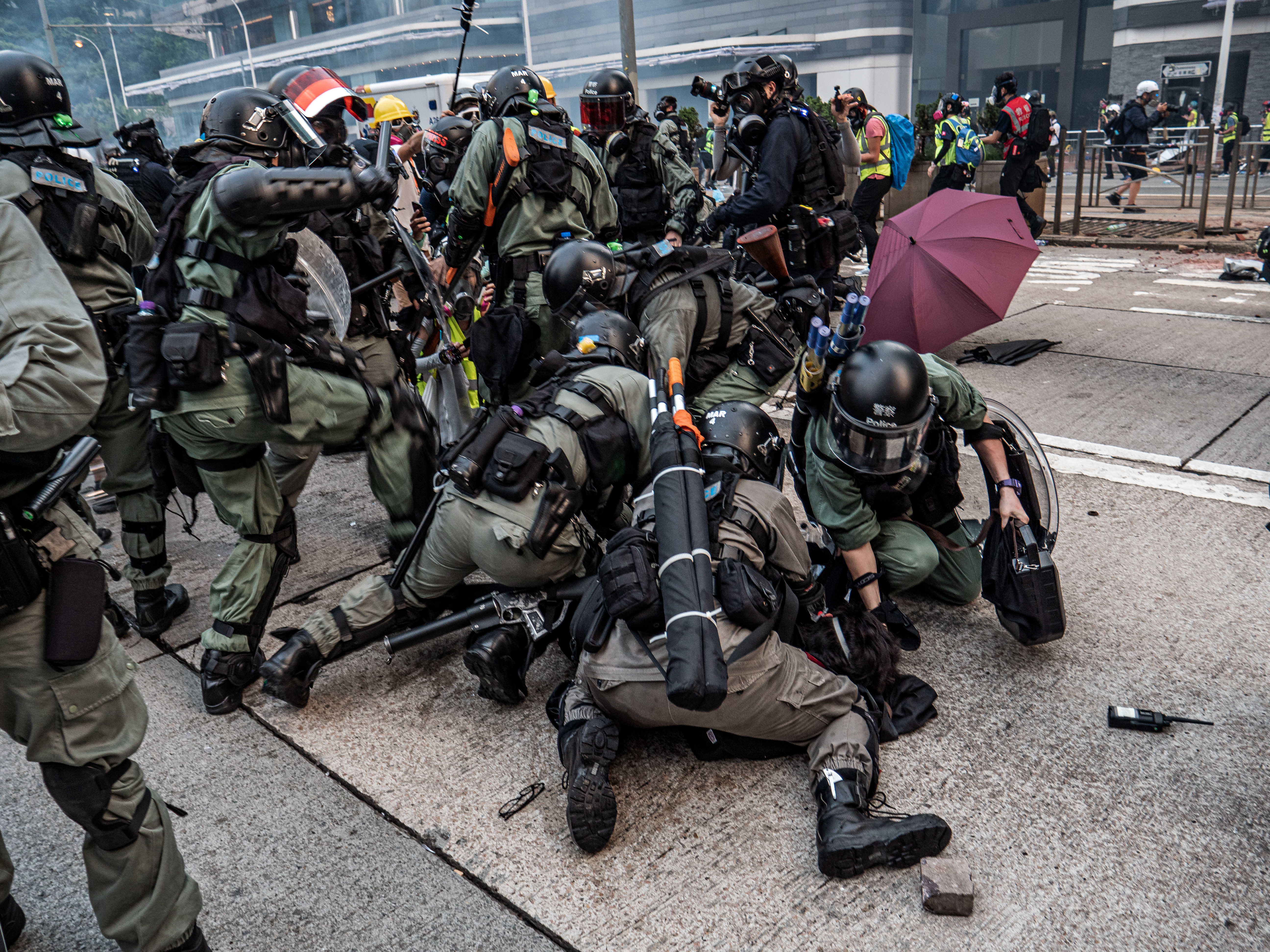
防暴警察衝出金鐘道和示威者對戰，多名示威者被制服

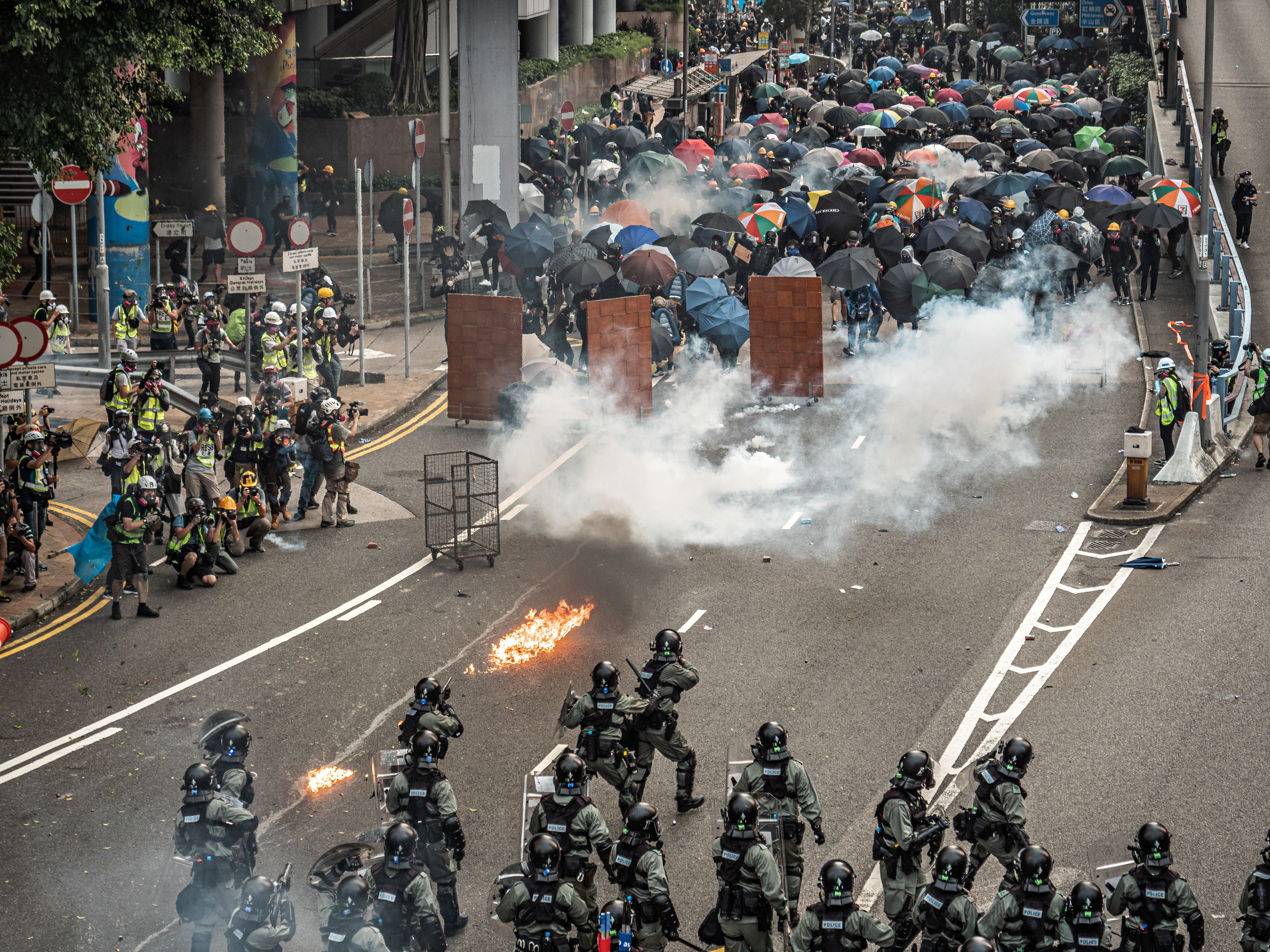
警方在金鐘道發射催淚彈，示威者利用屏風作保護

下午3時03分，有示威者乘搭港鐵時於筲箕灣站打開連接緊急出口及軌道的斜道，並將滅火筒放在軌道上，導致來往柴灣站和西灣河站的列車服務受阻，屬七日內第二宗同類事件。下午約3時半起，有示威者向灣仔站內擲磚頭及汽油彈後，有警員由灣仔站內向外開槍，將玻璃打碎，被指影響記者安全。警方多次從灣仔站內向外發射催淚彈及胡椒噴霧。下午約3時42分，港鐵宣佈港島綫列車將不會停靠灣仔站。灣仔站內多處留下塗鴉及被火燻黑的痕跡，部分售票機及閉路電視亦被破壞。
下午約4時，有示威者向政府總部投擲汽油彈和磚頭，警方多次勸告示威者散去後出動水炮車向示威者噴射藍色胡椒水，有記者被噴中後六小時仍感到皮膚刺痛。水炮車暫時離開後繼續有人投擲磚頭及汽油彈，並以彈弓向添華道水馬內的警方發射重物。警方於政府總部高處平台向下發射催淚彈還撃。稍後水炮車重新出動射水。下午接近5時，多名速龍小隊隊員突然從政府總部後門衝出，在夏愨道制服數十名示威者。而防暴警察緊接其後驅逐。部分示威者暈倒需要由救護員急救。一些示威者退至海富中心時被警察包圍，十多位「守護孩子行動」的長者築成人鏈保護示威者。警方最後要求示威者除下口罩及記錄身分證後離去。
另外，防暴警察將防線轉出金鐘道和示威者爆發激烈衝突，其後速龍小隊由樂禮街突擊衝出制服大批示威者。

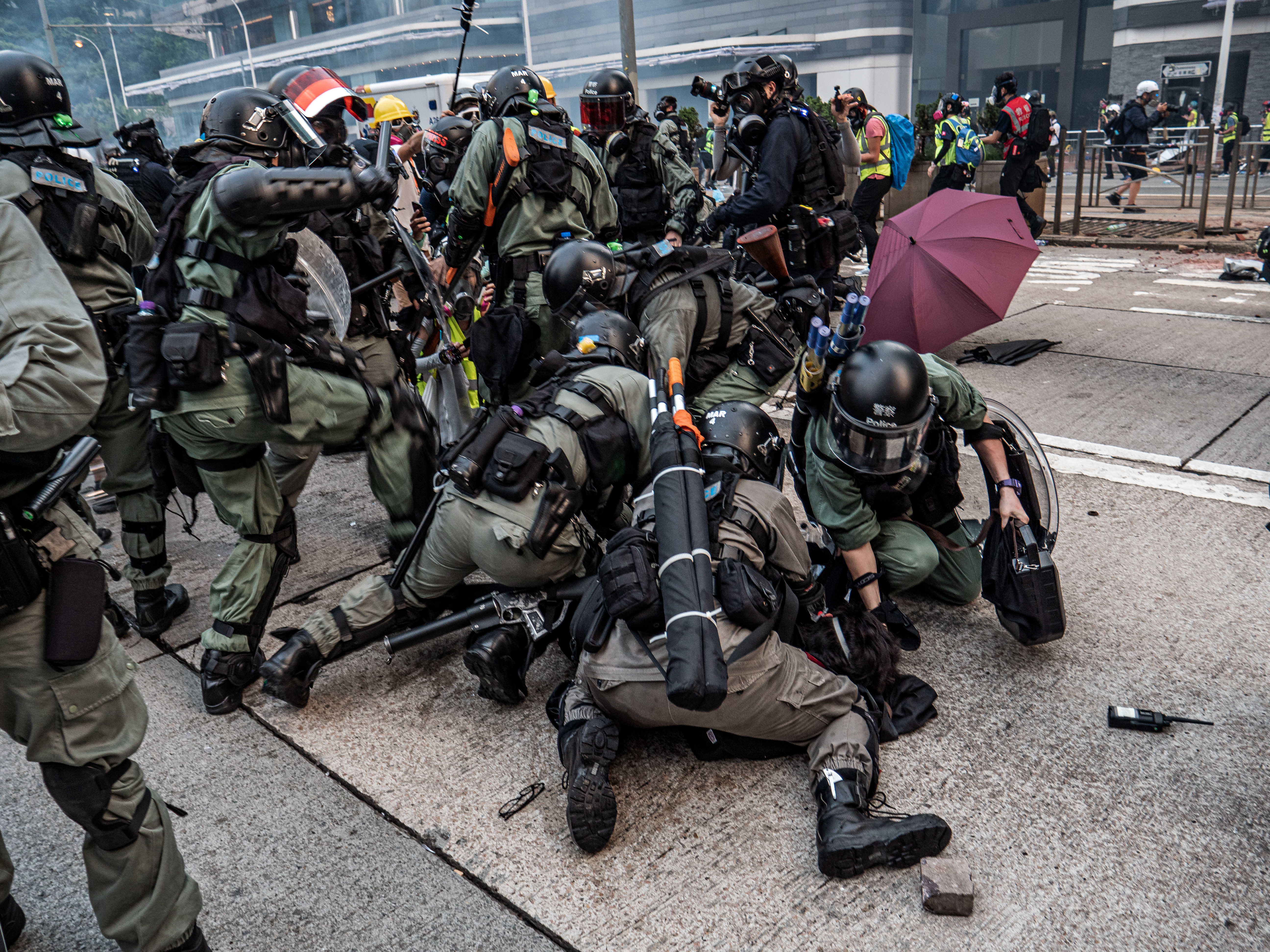
多名防暴警察在金鐘道制服示威者
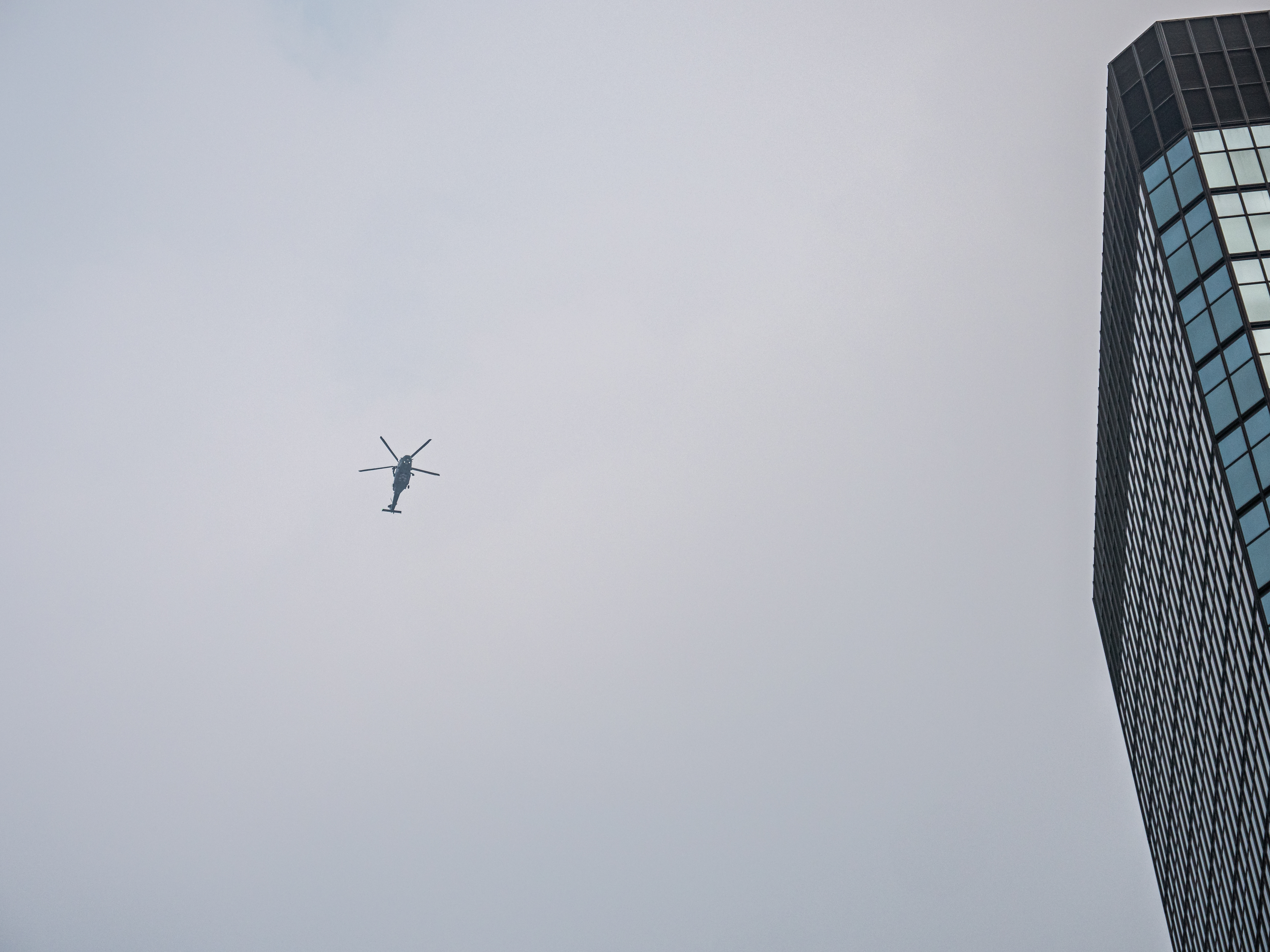
政府飛行服務隊直升機在空中盤旋
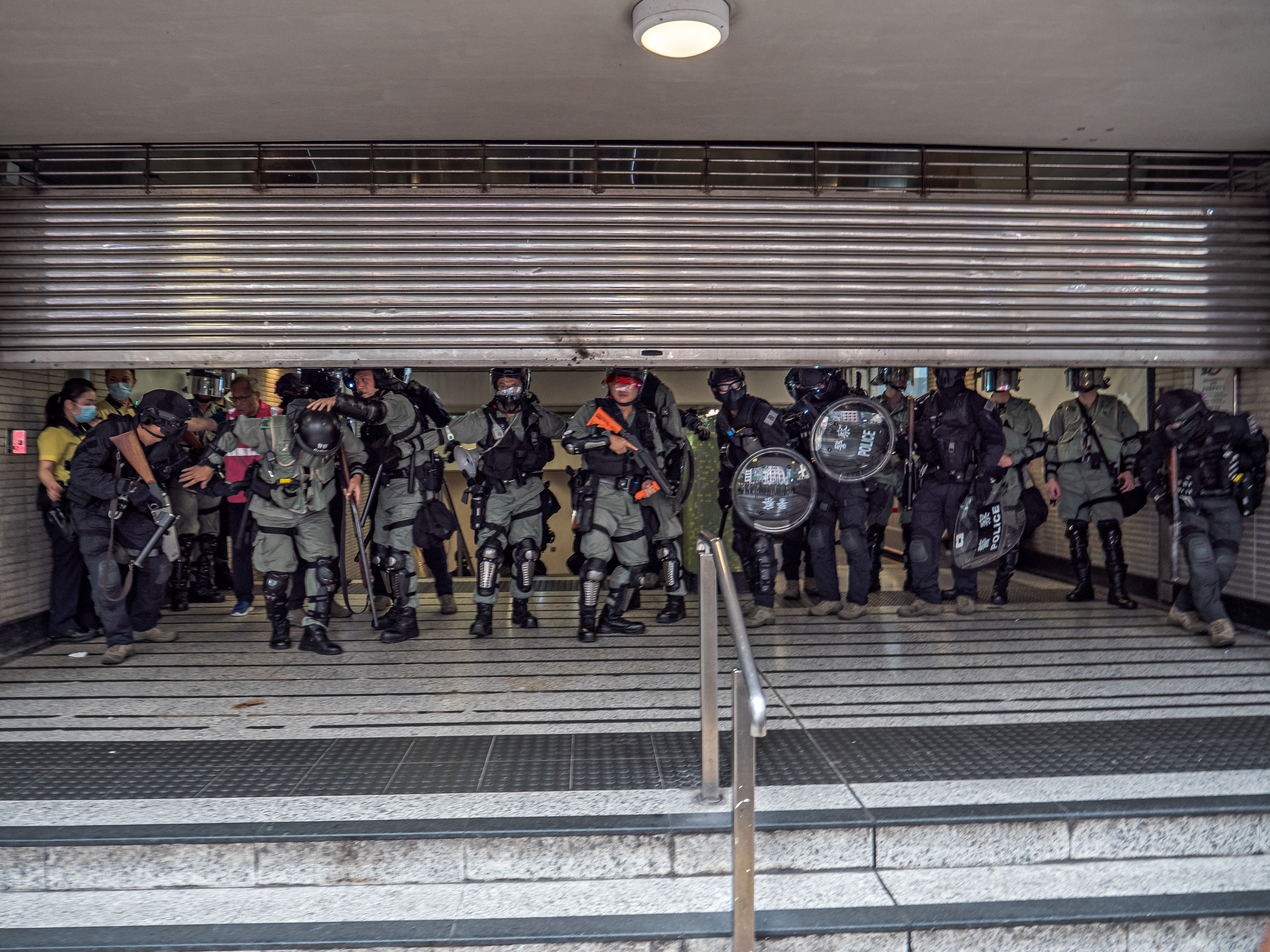
防暴警察在灣仔站出動
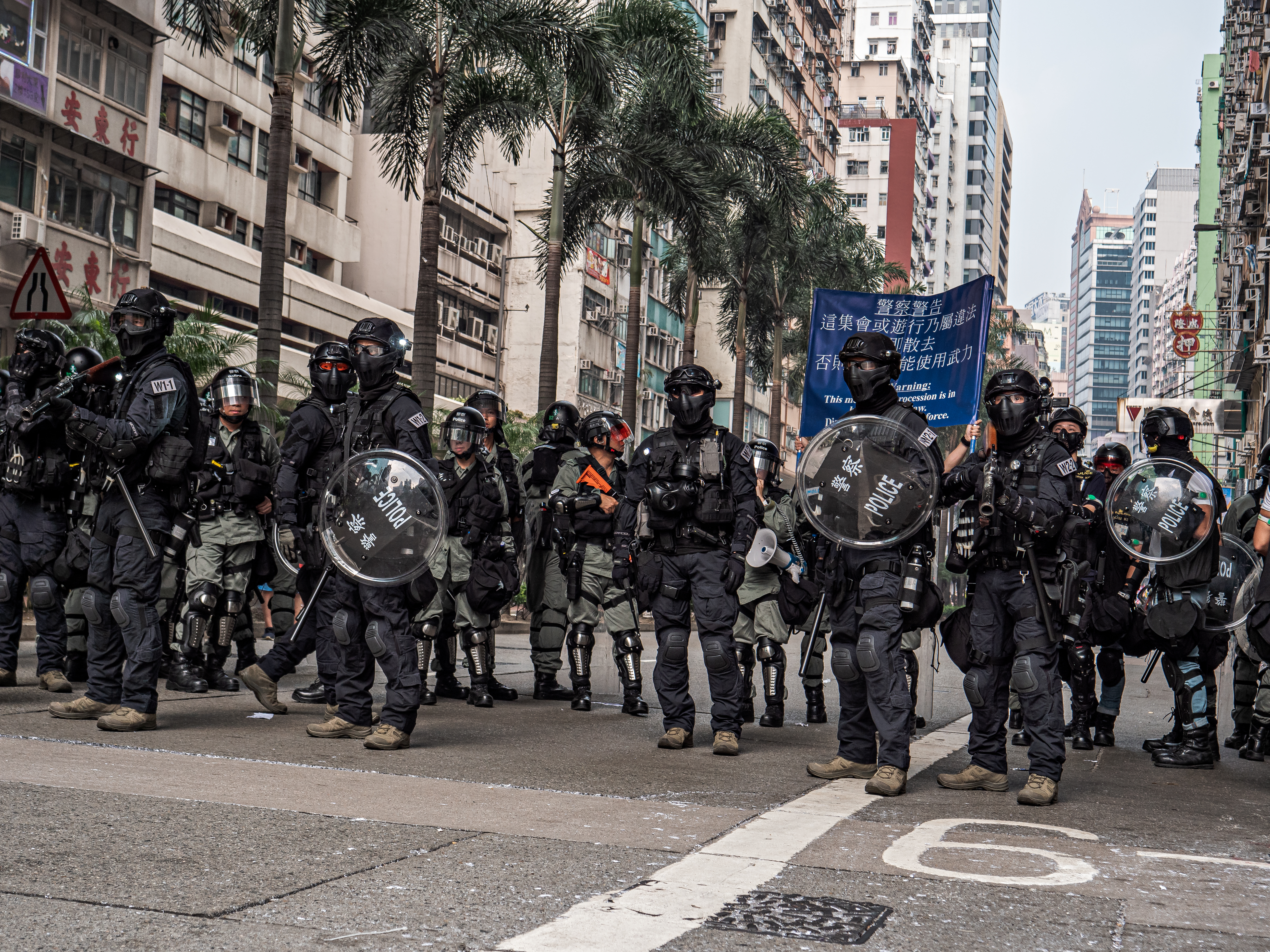
速龍小隊在灣仔軒尼詩道設封鎖線
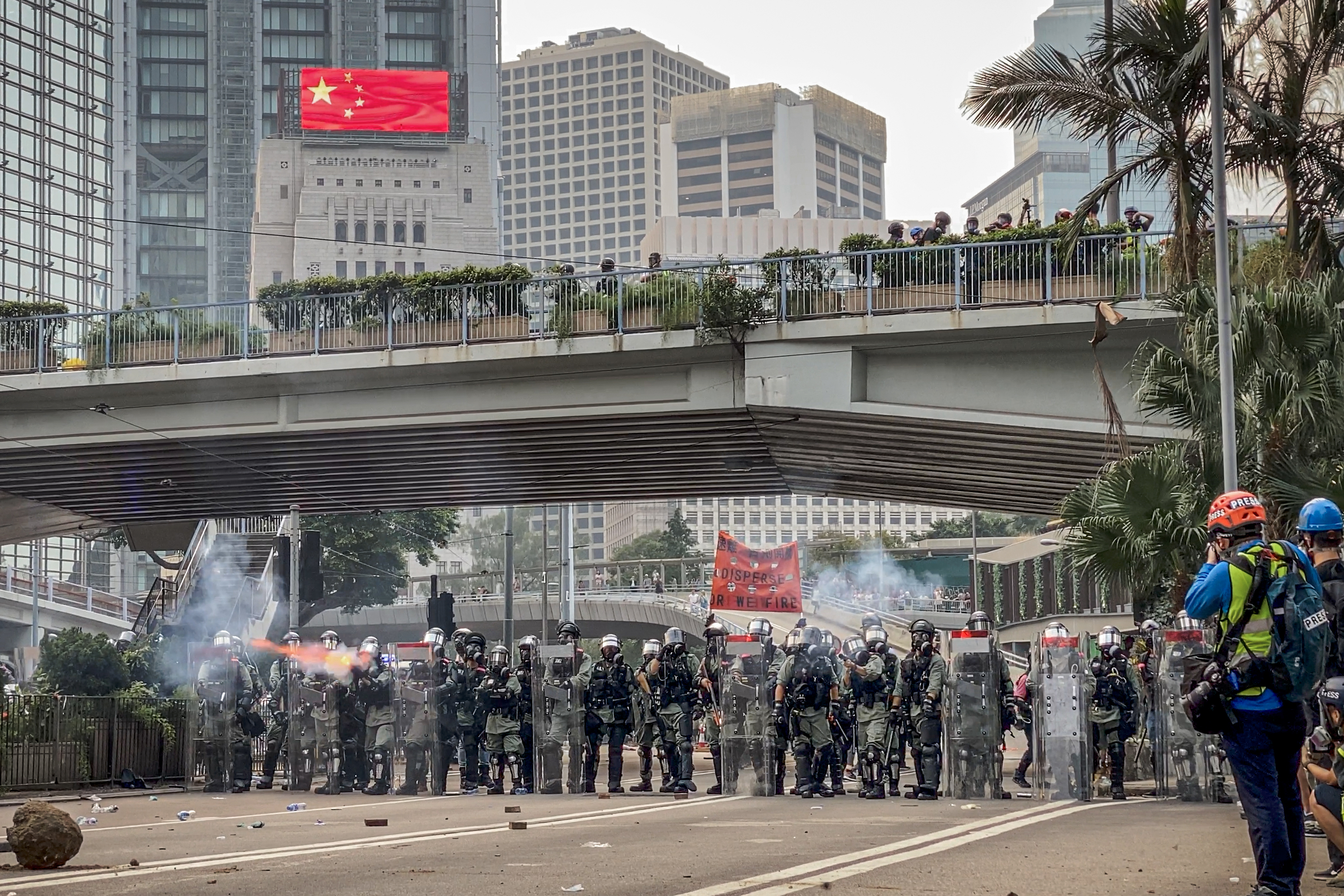
防暴警察在金鐘道發射布袋彈

港鐵於下午4時45分宣佈關閉金鐘站，多名市民在金鐘站統一中心出口由消防員協助從鐵閘與地面間不足半米的空隙爬出。期間有警員質問消防員為何協助示威者離開，該消防員回答稱看見有人被困應救急扶危。於9月30日的警方記者會上消防處副消防總長陳慶勇表示消防員因擔心發生人踩人意外，並希望了解傷者人數才提供協助，而過程中消防員並沒有使用任何工具撬開鐵閘。
部分示威者轉移到灣仔，築起路障堵塞馬路，令交通受阻。他們亦縱火焚燒軒尼詩道與近菲林明道擺放的雜物，冒出大量黑煙。下午6時，灣仔再起衝突，水炮車駛至駱克道向正在燃燒的雜物噴射水柱，讓警員移除障礙物後繼續推進。約6點半港鐵宣佈關閉天后站及銅鑼灣站。立法會於下午6時2分一度發出紅色警示，要求所有人員撤離立法會綜合大樓。紅色警示其後於晚上10時取消。
晚上約7時有一輛的士於堅拿道西撞倒記者，司機被防暴警察帶走。示威者鐵枝砸碎的士的玻璃，車頭發電機遭淋水毀壞，車身亦被噴上「8964」字句。
而警方在晚上近8時半離開灣仔軒尼詩道時，多次以近距離向在場拍攝的記者噴胡椒噴劑，引起在場人士不滿。同時灣仔寶靈頓道附近有一名操普通話男子聲稱遭多名黑衣人毆打，致身體多處受傷。
晚上11時，有示威者於太子站燃燒雜物並向旺角警署撒溪錢及投擲汽油彈，大批防暴警察從旺角警署出動進行搜捕，有最少6名人士被拘捕。警方最少發射8枚布袋彈，有路過市民遭流彈射中腿部，投訴警方胡亂開槍誤傷途人。

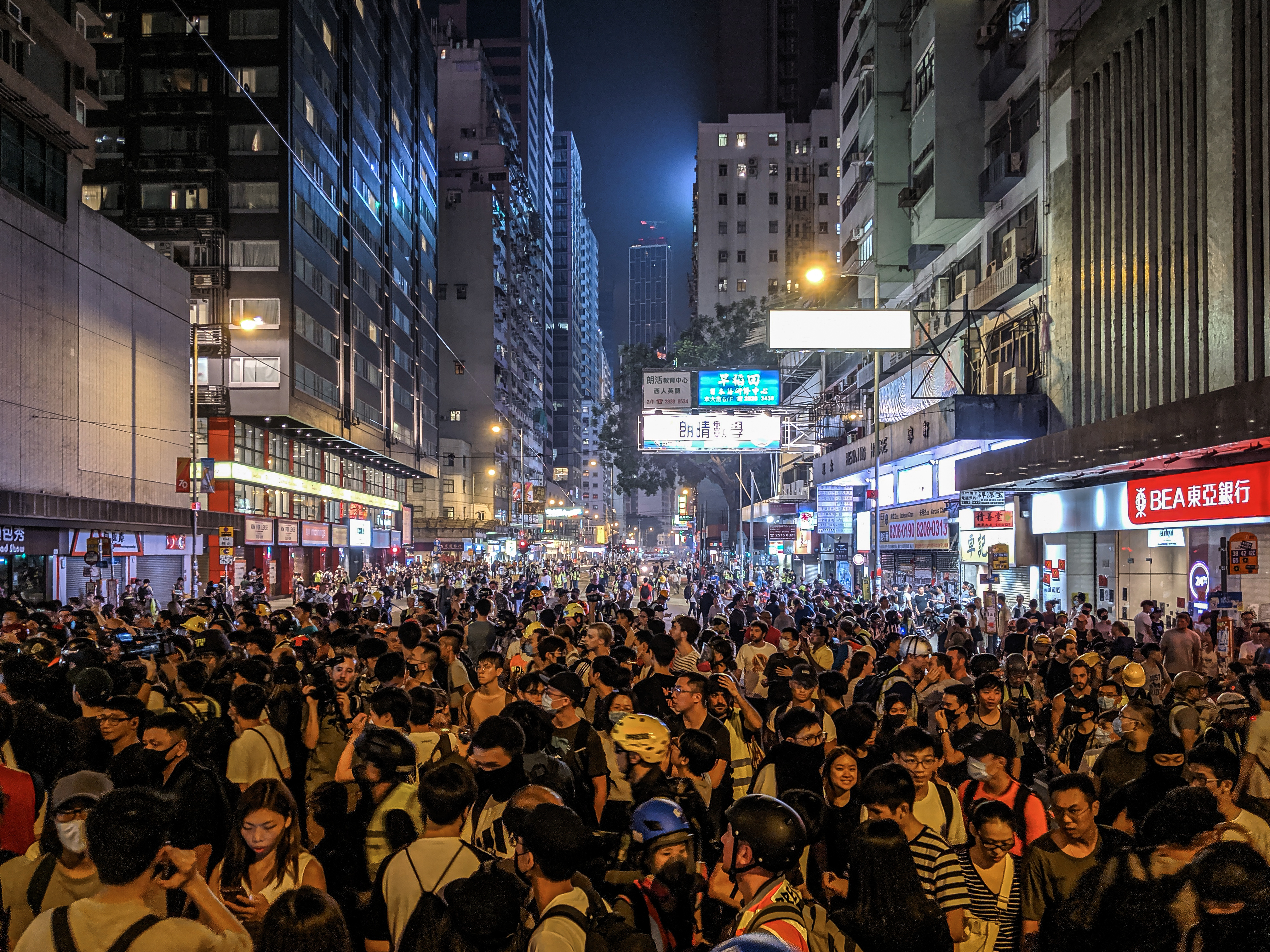
大批市民和示威者轉移到灣仔
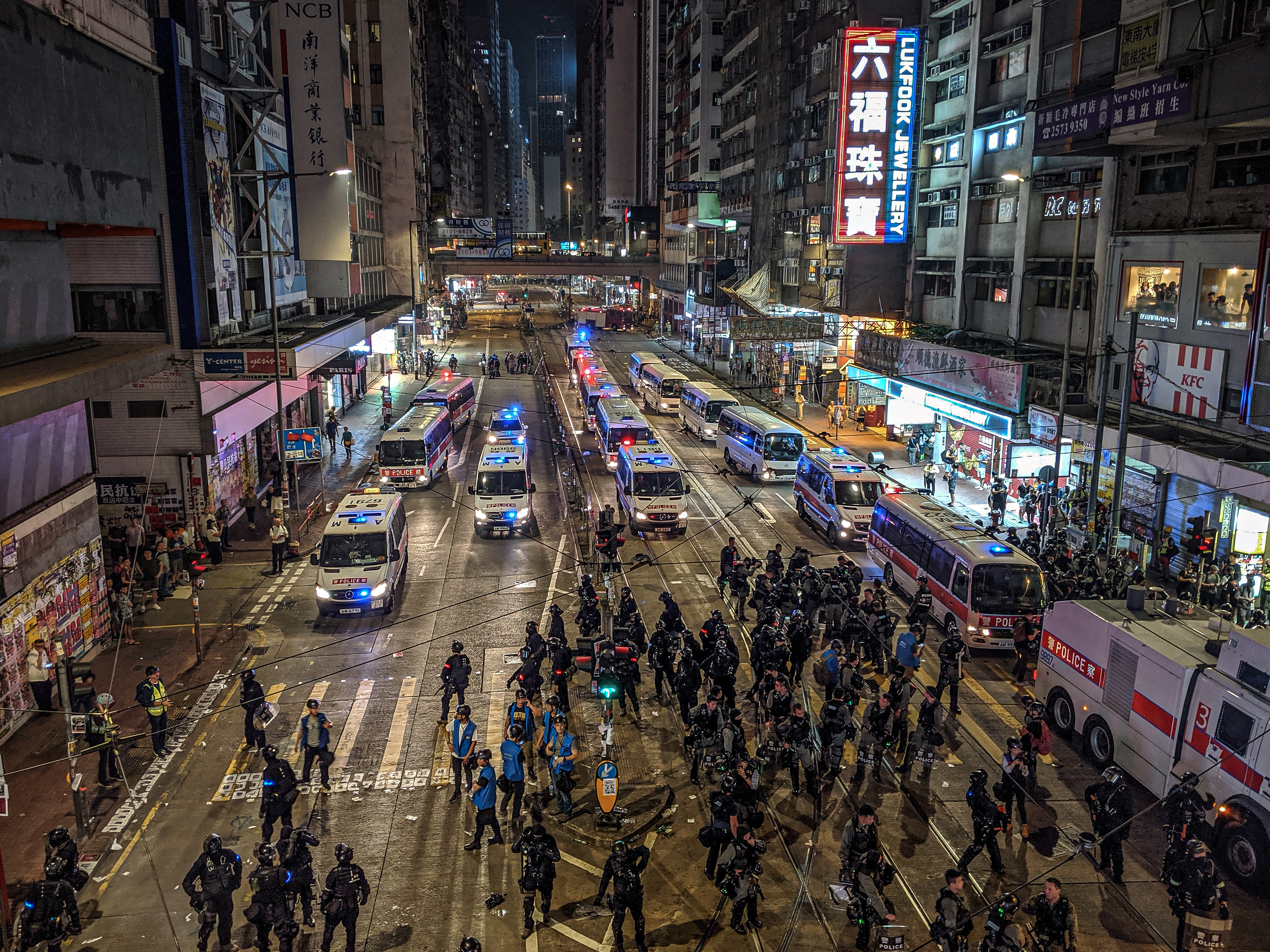
警方在晚上在灣仔軒尼詩道進行清場
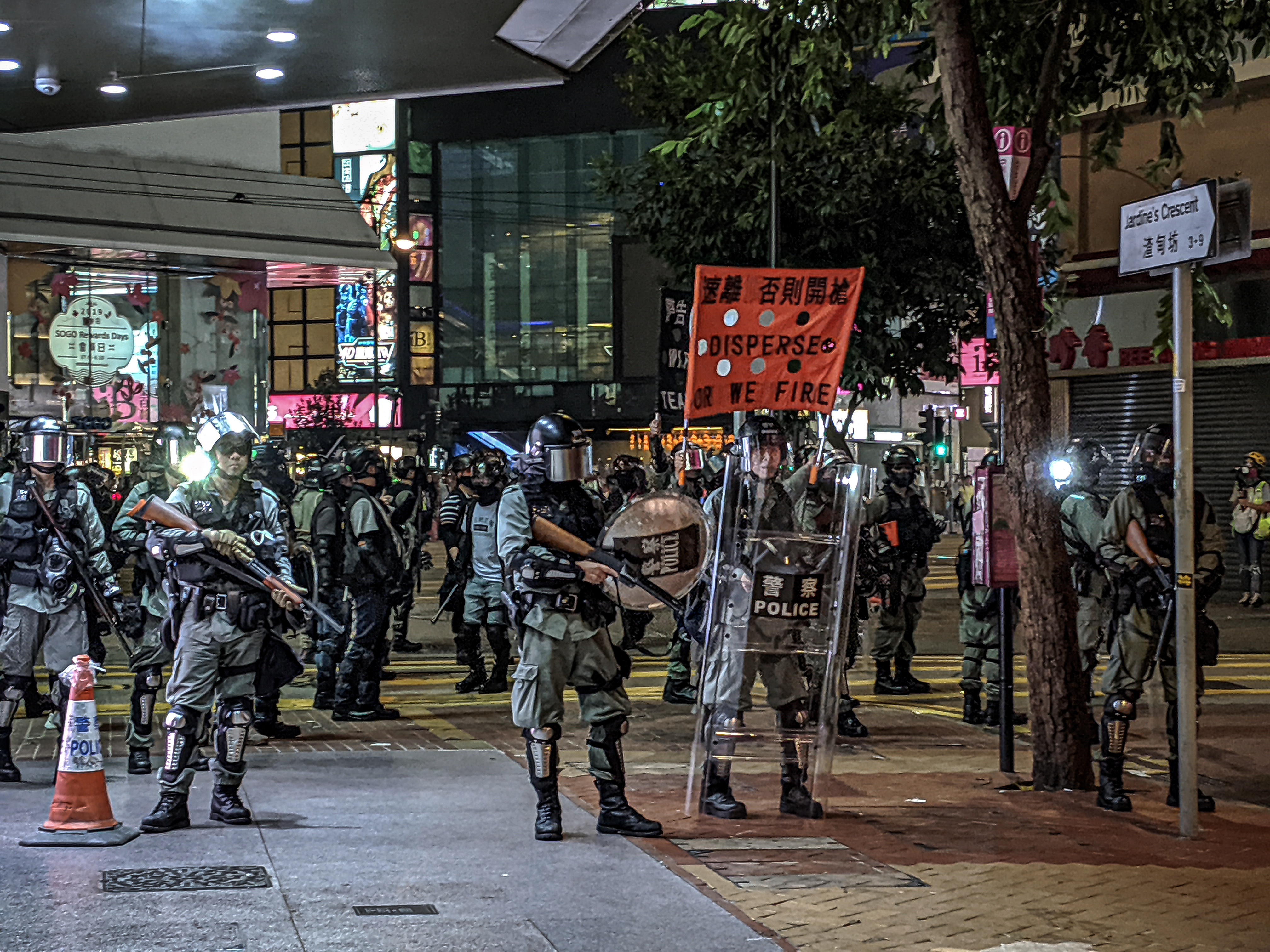
防暴警在渣甸坊舉起燈旗
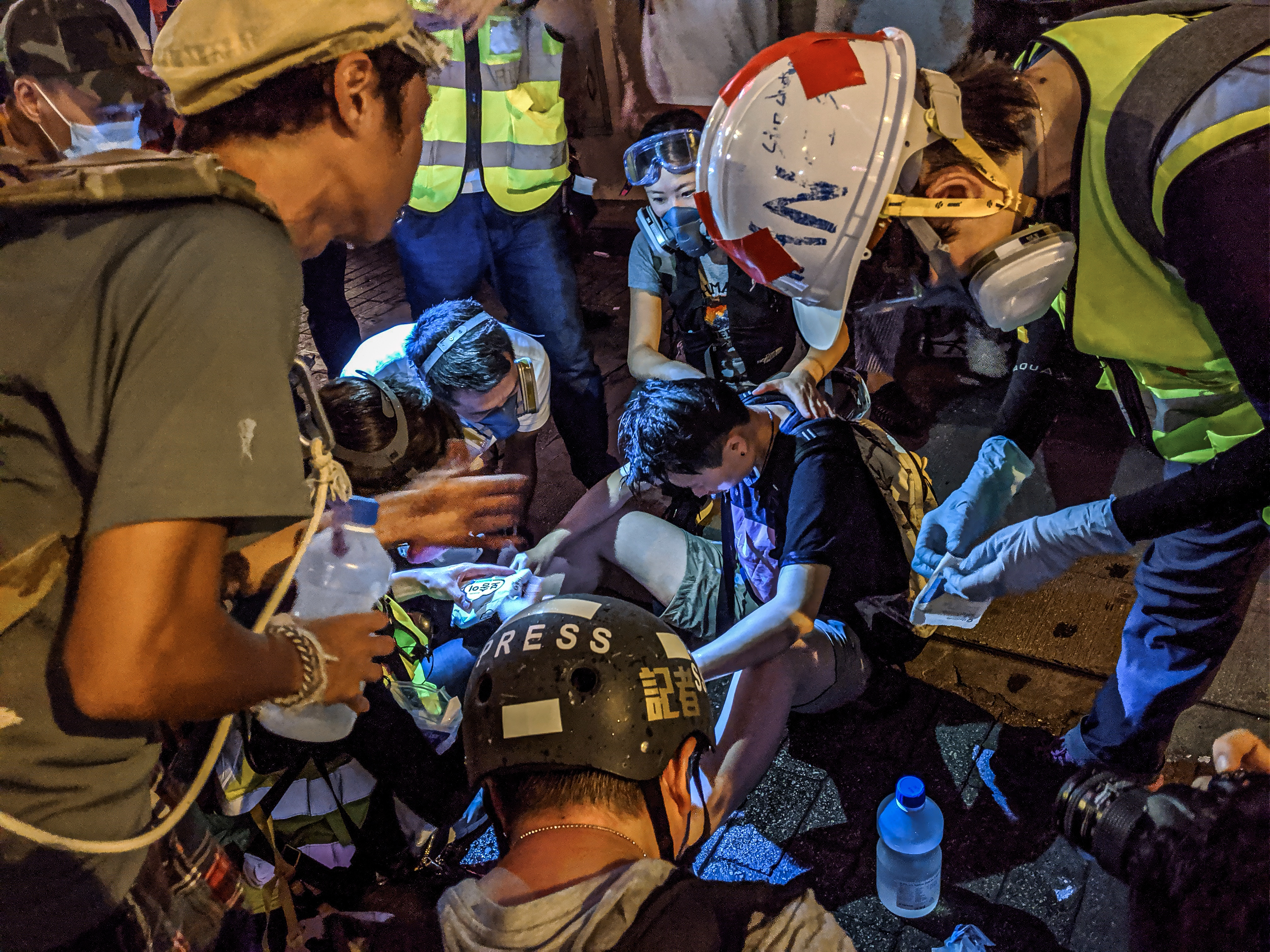
有示威人士眼部不適，需要救護員協助

### 警員喬裝示威者被揭發並向天鳴槍
下午5時半，灣仔莊士敦道有6名喬裝示威者的警員被人發現，大批示威者包圍並以雜物擲向警員。警員揮舞伸縮警棍並向灣仔站逃走，但仍遭示威者追打，有警員向天開槍，示威者急速四散並高呼「開真槍、開真槍！」，現場遺下彈殼。《明報》記者目擊一名手持手槍的蒙面男子在速龍小隊的護送下進入修頓球場更衣室。其餘喬裝為示威者的男子則向速龍小隊高呼「自己人」後獲護送離去，記者追訪時遭到警員推撞。與此同時，《自由亞洲電台》拍攝到疑似喬裝示威者的警員在灣仔站縱火，其後速龍小隊從車站出口衝出來，護送超過10名穿上示威者服飾的警員進入港鐵站內。
於政府新聞處發佈的新聞稿中，警方指警務人員的生命受到嚴重威脅才向天鳴槍示警。民主派立法會議員涂謹申指警方指揮官安排警員喬裝示威者的做法等同將前線警員置於險境。建制派立法會議員梁美芬認為警員開槍的做法合理，美國的警察遇到同樣情況時亦會採取相似的行動。

### 印尼女記者被擊中眼部永久失明

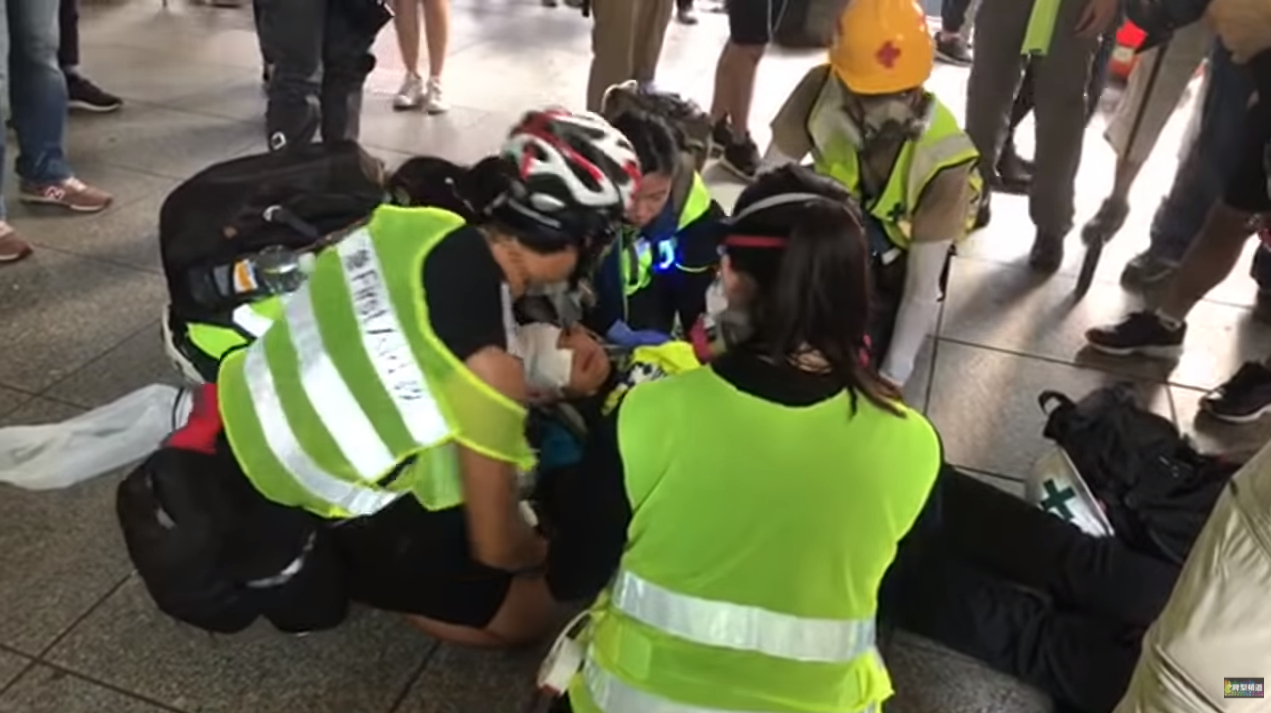
印尼女記者在通往入境事務大樓的天橋進行直播期間，疑被防暴警射中右眼初診眼球破裂，救護員協助

下午約4時50分，印尼免費報紙SUARA的女記者維比·英達在通往入境事務大樓的天橋進行直播期間，懷疑被警方以橡膠字彈擊中右眼。香港記者協會表示傷者當時穿有清晰PRESS字樣的反光背心及頭盔，譴責警方對正在合法採訪的記者使用暴力。該名女記者接受訪問時表示受傷時有配戴眼罩，儘管眼球並沒有破裂，但瞳孔因外力衝擊而破裂，右眼將永久失明。傷者於東區醫院眼科病房留醫。印尼領事館主動派員探望維比·英達並提供協助。她透過律師表示中槍時她並沒有站在示威人群當中，她將會向香港警務處處長盧偉聰和開槍的警員提出刑事投訴及民事訴訟。到10月2日，其代表律師證實，醫生經診斷後維比·英達右眼被橡膠子彈擊中，並將會永久失明。
10月9日，其代表律師韋智達在港台節目中表示，警方開槍魯莽，而其團隊於事發5日後，在現場撿回橡膠子彈等相關證物，可見警方明顯未作搜證，他們已就此向投訴警察課投訴。他們亦考慮入稟控告開槍警員。在11月4日，美國有線電視新聞網報導，該名記者要求警方公布開槍員警身分以供訴訟，但遭拒絕，僅向有線電視新聞網表示「案件正在調查中，不便透露」。
其後《華盛頓郵報》於2019年12月25日發表詳盡報道，稱取得過百頁警方武力指引等文件，並邀請9名國際專家審視65宗警察使用武力事件，指只有8%事件中警方武力合符指引。其中《華郵》取得的機動部隊（PTU）訓練手冊，清楚指出橡膠子彈應該向「身體中央位置」發射，並要避免射擊頭部、胸部、下陰、關節部位等。

### 有蒙面人與操普通話男子發生衝突
近晚上8時30分 ，波斯富街有一群蒙面人與十名操普通話男子發生衝突。有黑衣人向他們擲膠椅，其中一名男子倒地，隨即被一些蒙面人施襲。該男子臉部流血，義務急救員為他治理，經包紥後上救護車離開。事發約十分鐘後，亦有一名中年男人被圍毆，衣服被扯爛。男人再次站起來後又被推倒，被一群蒙面人以雨傘、拳頭等襲擊。

### 拘捕及法庭提堂
96人被控在金鐘一帶暴動，是理大「圍魏救趙案」後，涉及被告人數第二最多的反修例暴動案件。當中除一人被指潛逃，餘下 95 被告分成 11 宗案件處理；事隔逾 4 年，最後一批被告的案件於今年 10 月初審結。
網媒《法庭線》統計，共有68人認罪，當中 93% 是於開審前認罪，而其餘27人經審訊後被裁定罪成；整體定罪率為 100%。據判詞，69%罪成被告是以非直接證據定罪，即沒證據顯示他們涉實質暴力或直接破壞社會安寧行為，法庭是藉示威者衣著、裝備及身處暴動現場等推論，他們在場壯大暴動聲勢，「作為協助及鼓勵的一分子而參與其中」。不同法官均在判詞形容，當日現場如一個「小型戰場」，將廣泛使用汽油彈等列作加重刑責因素。除 8 名被告被判入教導所或勞教中心，餘下數十人被判囚兩年半至 5 年 3 個月；有 3 名以非直接證據定罪的被告，被判囚5年或以上。

#### 金鐘政府總部暴動案 （2019年）
警方在金鐘及旺角全日共拘捕146人，為8月5日以來被捕人數最多的一次。其中96人被落案控告「暴動罪」，年齡介乎14至46歲，當中48人為學生，其中6名為未成年男生。
有被捕人士在法庭投訴警方強迫戴上證物拍照，更被警方誤導要完成手續才能打電話。最後分別有53人及44人在金鐘和政府總部一帶被捕，當中96人被控暴動，是反修例運動以來最大規模被控暴動的一次。
其中44人被控於夏慤道「暴動」，當中43人於2019年10月2日在西九龍裁判法院提堂，全部被告都獲准保釋，但須遵守禁足令，不得前往金鐘一帶，每周到警署報到和不得離港，另外52人被控於金鐘道「暴動」，包括香港大學學生會刊物學苑的總編輯呂昊峻，當中50名被控於金鐘道「暴動」的被告在2019年10月2日亦被批准保釋候訊。裁判官亦批准其中一名被告於今年12月24日至明年1月4日離港外遊的申請。
其中一名報稱音樂人的被告自稱收入有限，要求把控方提出的5,000元保釋金「減價」至2,000元，最終不獲批。
社運人士楊繼昌戴上美國總統特朗普頭套身穿西裝出席遊行，在統一中心外被防暴警察以長盾推撞並拉入警方防線拘捕，並被毆打逾一分鐘。警方事後控告他「非法集結」及「阻差辦公」兩罪。因楊擁有英國及加拿大國籍，其家人向領事館求助。楊繼昌表示被捕後約10小時才能見會律師，警方亦沒有安排他致電領事。翌日經加拿大領事館介入後，楊繼昌獲釋。楊事後表示自己被防暴警察毆打時令他休克十多秒，被捕後25小時，經多次要求才能送院。身體有多處擦傷及瘀傷，亦遭警員的挑釁及辱罵。他相信獲得保釋的原因是與領事館發揮作用有關。
一名在瑪麗醫院任職的急症室醫生在現場提供義務急救服務期間被警方拘捕。醫院管理局接受傳媒查詢時指假若有員工受刑事檢控，將按照人力資源守則處理。
下午5時多，香港社會工作者總工會總幹事許麗明在金鐘道協助被捕人士期間，被多名防暴警察壓倒在地上拘捕。香港社會工作者總工會表示將為許麗明提供法律支援。有中學生被警員制服後大呼自己的名字及身分證號碼以便律師跟進，但卻遭多名警員圍毆，並以盾牌攻擊他的面部阻止他讀出個人資料。許麗明其後被控「襲警罪」，控方於庭上聲稱她當時曾把警員按在地上。10月3日在西九龍裁判法院的提堂上也獲准保釋。而且也批准其一次性離港交流活動的申請。
案件延至12月23日再訊。
12月23日，西九龍裁判法院再提堂。控方表示，需要時間索取法律意見，又稱案件涉及270份證供和300小時的閉路電視片段，有證物仍在等候化驗結果，申請將案件押後。有辯方反對，又質疑未收到控方文件，阻礙他們準備辯護。希望報到次數減至兩星期一次和撤銷禁足令。但控方指所有人的重犯機會仍然真實存在，禁足令仍有需要，又說每星期報到可以確保被告留在香港，放寬的話可能令被告忘記是否已報到，造成混亂。裁判官最終批准將案件押後至2020年3月13日再提堂，期間各被告獲准保釋，但需要繼續遵守禁足令和不得離港。但批准其中一名被告離港參加新加坡遊學團。
1名27歲黃姓女前清潔工在銅鑼灣向偵緝警長33375張紹賢投擲珍珠奶茶令其衣服濕漉，被控1項「襲警罪」，另外她也涉嫌於9月21日在屯門屯利街華都花園內無合理辯解而用火損壞屬於他人的財產，被控1項「縱火罪」。9月30日在粉嶺裁判法院提堂，被告不得保釋還押。10月16日被告向高等法院申請保釋獲批，她獲准以現金13000元保釋外出，擔保人另需向法庭繳交5000元作擔保金，被告需交上所有旅遊證件，不得離開香港，需遵守晚上10時至翌日早上6時的宵禁令，需在每周二、四、六到馬鞍山警署報到，如有更改地址需於指定24小時內通知警署。縱火案押後至11月25日在粉嶺裁判法院再訊，襲警案則押後至10月28日在東區裁判法院再訊。10月28日，襲警罪第2次提堂，控方今申請修改控罪內容，將警員匿名。而辯方索取法律意見。她獲准以原有條件保釋，案件押後至12月9日再訊。12月9日，女被告承認襲警罪，裁判官指被告因本案曾經還柙，決定罰款處理，判處被告罰款3000元。

#### 金鐘政府總部暴動案 （2020年或之後）
一名任職設計師的黃姓女被告於2020年2月18日到高等法院申請更改保釋條件，希望法庭准她本月底到德國出席一個關於人權的交流會，代表大狀今指，被告於去年底獲邀到德國出席交流會，屆時會參加分享環節。法官聽畢陳詞後，指被告可透過網上視像系統參與其中，駁回其申請。
2020年3月13日，由於新型肺炎關係未有開庭改至3月27日，但早前獲批准前往新加坡，報稱香港科技大學學生的謝姓被告前往西九龍裁判法院申請希望能延續其保釋申請及想缺席本月27日的提訊，惟裁判官拒絕，被告仍然不得離港。控方亦透露將會申請案件轉區域法院審理，預計於4月16日在答辯。
2020年5月8日，警方起訴2男子暴動罪，於西九龍裁判法院提堂。21歲文姓學生及30歲范姓髮型師被控於2019年9月29日在金鐘政府總部外的一帶，連同另外44人及其他身分不詳的人參與暴動。兩人暫毋須答辯，控方在庭上表示，此案將會與另一宗同日在金鐘夏慤道的暴動案合併，並轉介至區域法院。兩被告暫獲准以1000元現金保釋，須守禁足令等條件。案件押後至5月14日再訊。其中文姓被告也是同日另一宗暴動罪案件被告，也是七一立法會案件的被告之一，他被控一項進入或逗留在會議廳範圍罪，案件已提堂。
因疫情關係原於3月開庭的暴動罪案件延至2020年5月14日再於西九龍裁判法院再訊。
控方想將兩案合併，並於6月4日交到區域法院審理；惟辯方反對，指第2宗案件中的兩名被告，早前已經就同一事件被控1條暴動罪，若法庭容許合併的話，變相令兩名被告因同一事件而雙重被控；又指2被告與另外44人若相距一小時後犯案，地點分別為金鐘道和政總外，認為屬兩宗獨立事件。最終裁判官拒絕控方合併要求，命令兩案分別提交到區域法院，屆時由區院法官再行處理，候審期間各名被告獲准繼續保釋外出。
44人案件，其中5名被告被加控一項襲警罪，指他們在政府總部外襲擊執行職務的警務人員；另外有1名被告亦被加控1條在公眾地方管有攻擊性武器罪，指他在同一處管有一支可以發出鐳射光束的裝置。
餘下52名被告，控方今加其中8名人士各1項罪名，其中4名被告各被加控1項襲警罪，指他們案發當日在金鐘道和樂禮街一帶分別襲擊正在執行職務的4名警員；另4名被告則被加控一項在公眾地方管有攻擊性武器罪，指他們當天在金鐘公眾地方管有可以發射鐳射光束的裝置。2宗案件將在6月4日被轉介區域法院審訊；而由於區域法院範圍有限，法庭亦特意下令將當日案件移至西九龍裁判法院第三庭，由區域法院法官負責審理。
而社工總工會總幹事許麗明的襲警案，則准留在西九龍裁判法院，押後至2020年7月2日聽取答辯和作審前覆核。控方在開審前改控阻差辦公，她否認控罪。同年12月16日，西九龍裁判法院法官鍾明新認為涉案警員證供與片段有關鍵差別，認為證供不可靠。加上案發時間只有10秒，難以證明如何會發生阻撓行為，裁定罪名不成立，兼得訟費。許麗明表示之前多次到報到，上庭，以至控方突然修改控罪的舉止令她身心受折磨，認為警方是濫捕。

#### 判刑
由於案件分拆多案，因此只在此列出是否認罪及判決入獄刑期：
- 8人案件，於2022件11月21日在區域法院由暫委法官鄭念慈判刑，而29歲技術員因新冠確診延至11月25日判刑；

20歲學生 - 罪名成立，4年7個月

15歲男生 - 認罪，入教導所

14歲男生 - 罪名成立，入教導所

24歲男子 - 認罪，4年1個月

20歲學生 - 認罪，3年4個月

22歲產品檢測員 - 認罪，3年5個月

30歲髮型師 - 認罪，3年4個月

29歲技術員 - 認罪，3年5個月，襲警罪獲存檔法庭

- 9人案件，於2023件2月16日在區域法院由暫委法官張志偉判刑，而16歲男生則延後至3月2日判刑；事後一名被判囚30個月的自由身藝術工作者不服暴動定罪而申請上訴許可，原審辯方案情指申請人在現場為做「田野錄音」及拍照，並無參與暴動。不過法官彭偉昌認為原審拒信她「聽唔到睇唔到、傻更更」走近暴動「核心範圍」，分柝並無不妥，並認為可推論她明知發生暴動仍刻意置身現場，更發出「減時命令風險警告」。即申請人有權就法庭決定提出上訴，但假若上訴再被駁回，法庭有權頒令，申請人在聽候上訴期間的關押不計算入刑期。最後拒批上訴。[101]

19歲學生 - 認罪，判囚30個月2星期

21歲男子 - 認罪，判囚34個月2星期

16歲學生 - 認罪，判入教導所

25歲地盤管工 - 認罪，判囚36個月

18歲學生 - 認罪，判囚30個月2星期

20歲學生 - 認罪，判囚30個月2星期

18歲學生 - 認罪，判囚32個月

19歲學生 - 認罪，判囚33月2星期

29歲髮型師 - 撤銷控罪，因早前另一宗金鐘暴動案而被判囚3年4個月

#### 其他案件
- 1名41歲，報稱文員的廖姓被告在銅鑼灣從後腳踢一名警員，半年後被警方落案起訴「襲警罪」。3月27日於觀塘裁判法院提堂，被告暫時毋須答辯。裁判官將案件押後至5月8日改於東區裁判法院再訊，以待辯方向警方索取文件並給予法律意見。被告獲准以3000元保釋，期間不准離港，並須每周往警署報到一次及居於報稱地址。[105]廖姓被告被控於2019年9月29日，在銅鑼灣怡和街英光大廈地下外襲擊執行職務的警員10824。被告承認控罪，2020年7月10日在東區裁判法院被裁判官判處80小時社會服務令。[106]

- 警方起訴3名男子，2020年6月8日於東區裁判法院提堂。

24歲潘姓地盤安全監工和19施姓學生被控1項非法集結罪，指他們於2019年9月29日晚上，分別在銅鑼灣黃泥涌道及禮頓道，與他人參與非法集結。施姓學生另被加控1項在公眾地方藏有攻擊性武器罪，指他同日在銅鑼灣禮頓道與黃泥涌道交界攜有一支伸縮棍及一把鎅刀。
而21歲李姓廚師被控暴動、襲警、在公眾地方藏有攻擊性武器、管有物品意圖破壞或損壞財產、無牌管有無線電通訊器具共5項罪名。控罪指，他於同日在銅鑼灣禮頓道與黃泥涌道交界與他人參與暴動；襲擊警務人員8582；攜有一支行山杖和一個可發出鐳射光束的裝置；攜有一支噴漆意圖破壞或損壞財產；無相關牌照下攜有一部無線電通訊收發器具。
他們暫時毋須答辯，眾被告獲准保釋，期間不可離港，並須守宵禁令等。案件押後至7月7日再訊，以待控方準備轉介文件交由區域法院處理。
其中施姓學生涉於2019年11月理大衝突期間，在油麻地管有六角匙及剪鉗，早前被控管有物品意圖摧毀財產罪。
地盤安全監工否認控罪。2021年9月16日，區域法院法官游德康信納警員證供，並指被告身穿黑衣等衣物已經確定有參與示威。他又指被告自辯等候接女友下班和黃泥涌道休憩處等待半小時是不合情理，認為被告掩飾自己知道該處已經有示威進行和打算參與的心態。加上被告稱在塵土飛揚的地盤上班，但沒有攜帶哮喘藥下，認為被告說法不合情理。最後考慮到被告勤奮工作、為人善良、品格良好，獲得減刑一個月，判囚6個月。
2021年7月30日，一名22歲甜品師傅於2019年9月29日在銅鑼灣禮頓道與黃泥涌道交界參與暴動、襲擊警務人員8252、管有一支行山杖及一支能發出鐳射光束的裝置、藏有一支噴漆及藏有一部無線電收發器具。被控暴動、襲警、在公眾地方管有攻擊性武器、管有物品意圖摧毀及損毀財產及無牌管有無線電通訊器具共4項控罪。被告被告早前承認除襲警罪外的控罪，襲警罪獲存檔法庭。2021年7月30日於區域法院由暫委法官許肇強判刑。
許肇強指出，案發當日有大量人群聚集，銅鑼灣崇光百貨外有大批防暴警察布防及作驅趕行動，但無大規模障礙物亦無人掘磚，交通燈亦運作正常。片段亦見警方無向前線7至8名示威者舉旗警告，反映當時無嚴重威脅，直至有人向警方防線投擲汽油彈等，情況才變得混亂。至於被告用行山杖打警員8252，當時示威者及警方互有動作，8252非因脫隊受襲，示威期間無市民受傷；又指從暴動規模等來看，說不上是嚴重的暴動事件。被告被搜出腰間上有雷射筆，認為被告「必然有意圖先帶喺身」。被告承認有用行山杖，但法官指，行山杖不如警棍，殺傷力不算大。噴漆方面，法官則指出示威者多用作塗鴉等，不會對公物造成永久性或嚴重破壞，控方亦無證據證明被告曾使用噴漆。至於無線電收發器具，法官指過往有關罪行多判罰款。
許肇強指被告母親打2份工，他夢想成為甜品師傅，對被告犯案後感後悔和對母親感抱歉；而被告中學老師、被告任職酒店的甜品部師傅及社工等，多對被告評價正面，其中甜品部師傅讚揚被告認真、守時、服從性高，而被告求情信中亦指深感悔意，亦計劃進修，學習英文。法官表示，感受到被告有悔意，認為被告關心香港社會時事，但用錯方式，現要付沉重代價。
最終許肇強就暴動罪判被告囚4年，考慮被告在審訊日期訂定後才認罪，故只扣減四分之一刑判，即判囚3年；就在公眾地方管有攻擊性武器及管有物品意圖摧毀及損毀財產，分別以判囚9個月及6星期為量刑起點，考慮被告及早認罪，故兩罪均獲扣減三分之一刑期，即分別囚6個月及4星期。許肇強指，有關定罪性質不同，原應分期執行，惟考慮各罪均出自同一事件及被告候審期間精神壓力大，決定寬減3個月刑期，2罪刑期同期執行，即公眾地方管有攻擊性武器及管有物品意圖摧毀及損毀財產，最後總刑期為33個月。另外一項無牌管有無線電通訊器具罪，法官判處被告罰款2000元，從保釋金扣除。

#### 鄭麗琼煽動罪案件
- 2020年3月，有網民在Facebook群組上載一名開槍警長的部分個人資料。民主黨籍中西區區議員鄭麗琼把圖文一併轉載，並寫有「如果這名警員是有良知的？請自首！以眼還眼」。鄭麗琼其後於3月26日凌晨被警方拘捕帶往葵涌警署調查，鄭麗琼代表律師後表示，警方未有清晰交代鄭麗琼被捕原因，律師引述鄭麗琼稱是因涉「煽動謠言罪」被捕。網絡安全及科技罪案調查科警司莫俊傑見記者時被問及鄭麗琼言論的哪一部分干犯「煽動意圖罪」，莫則未有回應。鄭麗琼在翌日下午獲以10000元保釋候查。[110][111]2020年10月19日，鄭麗琼最終被律政司控以違反高等法院所頒佈的禁制令，觸犯藐視法庭罪，她在法庭認罪，最終判監28日，緩刑一年。[112]

#### 金鐘道暴動案
52人被控於金鐘道一帶參與暴動，相關案件到2021年1月22日於區域法院提訊，49人表示不認罪。法庭分拆成5案，最早排期至2022年12月處理，最遲排期至2023年9月開審，所有被告獲准保釋候審。
12港人案中的李子賢被控在金鐘道一帶，連同其他身分不明人士參與暴動，並在金鐘道太古廣場外用磚連打警員頭部4下，他承認暴動及襲警2項罪名。2022年7月5日在區域法院暫委法官鄭紀航指被告用磚塊打警員頭部的行為是「兇殘狠毒」，加上案件發生高級寫字樓及金融商業中心的集中地，認為是嚴重影響香港良好的國際聲譽。法官亦不接納辯方指被告「孝順、有禮、勤奮及熱愛動物」的正面背景而減刑，形容為「普羅大眾應有的待人處世之道」，最後判入獄3年半。
另外，案情亦首次提及警方當日假裝示威者混入人群，並投擲物品，期間使用身上GoPro拍攝現場。
其中9人（16至29歲被告），在金鐘道近統一中心與太古廣場附近被制服，被控參與暴動。其中兩人承認控罪，以換取控方不續起訴2項襲警罪。此外，29歲的男被告於另案承認同日在金鐘道一帶參與暴動，早前獲撤本案控罪。案件原定2023年1月30日在區域法院開審，全部人選擇認罪。辯方求情指案發至今逾 3 年，第四被告精神上飽受煎熬，對他來說已是一個很大的懲罰；而第五被告與患癌母親同住，對日後難以照顧母親感悔疚。而辯方就其餘多名被告指當日參與程度較低，沒有證據曾投擲物品。而雖然第八被告被拍到擲物，但沒中擊中任何人，不構成實質暴力。除第三被告獲保釋外，其餘各人均須還押至2月16日判刑。到判刑當日，暫委法官張志偉判刑時指，是次暴動針對政府總部，影響核心政商界區域，對附近商舖造成無可計算經濟損失。法官強調，即使各被告僅參與築起傘陣，但傘陣為示威者的「保護傘」，即使向被告非「領導角色」，也有帶領的作用，促成警方與示威者的攻防戰。辯方求情時，提及各被告候判時繼續努力求學或工作。法官考慮各被告已深刻反省，「喺等候審訊嘅漫長日子裏冇放棄」，加上早早認罪，故給予相應的刑期扣減，7 人分別判囚30個月2周至36個月。餘下一名被告，案發時16歲的學生，早前提出要完成功課，申請保釋獲批，還押至3月2日判刑，並索取教導所報告。到判刑當日，暫委法官張志偉判刑時指，考慮被告案發時僅得16歲，容易受社會氣氛及他人影響，失去應有判斷力，低估法律後果而犯案。法官考慮教導所的性質後，認為被告可接受品格培育及價值觀塑造訓練，而且他認罪，勇於承擔後果，判他入教導所。
8名案發時19歲至27歲的被告，各人被控於 2019 年 9 月 29 日金鐘道一帶，連同其他身分不明的人士參與暴動。兩名分別20和27歲的男被告另被控管有可發出鐳射光束的裝置，獲控方不續起訴。 8 人原否認控罪，後在開審前改認罪，到2023年4月17日判刑當日，區域法院法官練錦鴻批評，有人以抽象的政治理念召喚「和平」示威，但每一次均以「破壞」告終，示威者口中崇尚的「自由民主」只是一種專制，扼殺和平理性討論空間，進一步分化社會。法官又指，案中大部分被告年輕、初犯，並非「十惡不赦」，相信假以時日，定必對社會有所貢獻，他們一時受熾熱社會氣氛影響，加上外來勢力的推波助瀾，把持不住也是可以理解，但不足以讓法庭考慮監禁以外的刑罰。最後被他們判囚 28 至 34 個月不等。
23名19歲至39歲的被告，各人被控於 2019 年 9 月 29 日金鐘道一帶，連同其他身分不明的人士參與暴動。21人開審前認罪，餘下2人不認罪受審，早前被裁定罪成，到2023年10月5日判刑當日，區域法院法官練錦鴻判刑時稱，2019 年下旬的社會事件均有一定規模，指是次暴動並非即興，更破壞香港人間的互信、社會和諧、高效率的國際形象，斥示威者口中的民主，變成一種專制，指示威者自以為有高尚理念，但其行為為社會帶來恐懼及不安。法官又指，本案被告絕大部分年輕，但「年輕不是任意妄為的許可證」，指被告要為其決定付上代價。另指他們是受到當時的領袖、社會賢達影響，以為違法可以達義，而社會賢達會在犯法前止步、全身而退，最終大部分受懲罰的是如被告一樣的年輕人，「像老鼠一樣前仆後繼墮落懸崖」。法官更指指有被告患上抑鬱屬咎由自取。最後判處監禁28 至50個月不等。

#### 夏愨道及政總暴動案
46人被控於夏愨道政府總部外參與暴動。法庭分拆成4案處理，其中兩案共19名被告將於2022年6月及7月開審，另外兩宗案件會於2022年9月及10月開審。到2022年3月底，控方申請將其中兩宗暴動案審訊合併為一單，指「延遲正義非正義」和浪費公帑，超過逾半被告反對，而法官高勁修亦駁回控方的合併申請，認為會對被告構成不公平，而換律師亦難以做到。
其中3人不認罪，經審訊後於2022年4月26日在區域法院由身兼國安法指定法官的法官陳廣池作出判決，陳廣池稱不信納辯方指被告是旁觀者，或因巴士被阻而下車的乘客之講法。法官憑藉3人在現場的裝備，推論3人就是該場暴動的參與者，裁定3人暴動罪成。3人即時還押至5月24日判刑，其間索取3人的背景報告。到5月24日，陳廣池指當日政總外的暴動是該年眾多暴動事件中最嚴重之一，暴動者的目標是挑戰及赤裸裸衝擊香港管治權力的標誌及核心。他又說暴動現場猶如戰場，當時是史無前例的「攻防戰」，導致水炮車無作用可言。而發生時間正值是10月1日國慶日的前兩天，認為「（案發地點）在他人眼中是風景線，現在成為普羅大眾守法的悲痛史」。法官又指兩人是被有機心的幕後人士透過社交平台操弄及教唆，指被告是「戰場上的炮灰」，而「真正策劃暴動人士不會親身到現場那麼笨」，他們亦必定逃之夭夭，享受「藍天白雲」。法官更批評背景報告「自欺欺人、掩耳盜鈴」，認為他們不是旁觀者，反映全無悔意。稱兩人被捕時管有42個黑色口罩及鐳射筆，而另一名被告有一包波子及超能膠等。其後又指他們無反省事件對自己、家人，甚至對整個香港社會造成破壞，他們亦沒有親自撰寫求情信。最後兩名22和25歲的被告判囚4年半，而另一名音樂製作人被告則因在收押所確診新型肺炎，押後至6月20日判刑。到判刑當日，法官批評被告沒有呈上求情信，顯示他毫無悔意。而被告在被捕當日身上亦無樂器及樂譜，只有「重裝備」，他亦曾經作出掟磚及被捕時有反抗，需要為舉動付出沉重代價，最後被判監禁5年。
7男4女（16至26歲）的案件於2022年6月6日在區域法院審理，各被告表示不認罪。而控方開案陳辭指，雖然各被告沒有看到和作出任何破壞社會安寧的行為，不過認為他們集結、流動、處理物資的行為與暴動相關。經審訊後，2022年8月23日區域法院法官姚勳智裁決時認為各被告並非無辜的第三者或途人，而是選擇留在現場，組成暴動群體的一部分，互相支持及壯大聲勢，作為協助及鼓勵的一分子參與其中。各控方證人已如實道出當天事發情況，在反覆觀看現場多個片段及截圖後，認為示威者目標乃整個政總，示威者於事發20多分鐘內不斷攻擊政總，包括投擲汽油彈、破壞政總外水馬及縱火等，現場一帶已演變成暴動，且該群暴動人士不但無視警方警告而沒有散去，看來更變本加厲。各被告身處現場，知悉發生暴動，卻仍選擇留在現場，部分被告更有備而來，至警方突然衝出時於暴動群體中被捕。因此法官最終裁定11名被告均罪成。姚勳智還押至9月9日量刑，期間分別待索閱背景及教導所報告。但其中2名被告因確診新冠肺炎而須要接受隔離，故缺席聆訊，2人的案件則押後至9月5日再訊。
到9月9日，法官姚勳智形容本案高峰時有逾500人聚集，暴動規模較大、暴力程度高，歷時20多分鐘到警方作驅散才結束。法官考慮到眾被告並非領導及號召角色，加上案發至今長達3年，承受具大壓力，遂判案中9人監禁3年半、未滿21歲的2名被告則判入教導所。另外，辯方求情時指其中一名女被告正懷孕，被捕後情緒受困和有創傷後壓力症，一度打算放棄孩子。但在家人支持下決定勇敢面對，已準備在獄中分娩。
12人年齡介乎20至41歲，當中包括學生，急症室醫生、測量師和廣告從業員。原先11人擬不認罪，案件在2022年10月17日在區域法院開審，9名被告開審前改為認罪。暫委法官鄭紀航裁定9人罪成，押後11月25日求情；當中8人須即時還押，餘下1名22歲演藝學院應屆畢業生，獲准酌情保釋至周五（10月21日）參加畢業禮。同案另外3名被告，有兩人不認罪，案件在10月18日開審，其中一人則於9月已認罪，還押至其餘被告審訊完結後判刑。到2023年3月25日，區域法院暫委法官鄭紀航判刑時指，案發當日現場如「小型戰場」，有人投擲汽油彈、硬物、設「傘陣」，暴動雖僅歷時 20 多分鐘，但直至警方衝出政府總部驅散前，暴動毫無收斂跡象。法官指，政總是政府運作的核心，示威者挑戰政府的意味昭然若揭。至於辯方稱被告身上僅為防護性物品，法官指被告戴備手套、雨傘、行山仗等物品，均可用作攻擊，故被告身處現場不止壯大聲勢，指他們沒參與暴力行為，是「脫離現實，自欺欺人」。最後被判監4年至5年3個月。
9名男女（21至40歲）被控暴動罪，當中5人開審前已認罪，其餘4人經審訊後被裁定罪成。到2023年1月13日，法官練錦鴻判刑時批評示威者師出無名、自私自大，自以為有高尚理念，「行為為社會帶來恐懼及不安」。其中法官引述首被告梁德煌的求情信指，其信件「可反映整個社會事件的悲劇」，亦代表「很多受他人影響、自己思想不成熟、沒能力分析客觀事實的年輕人所作的事」，又形容第5被告為中學教師參與暴動的決定「明顯是思想粗疏」。最後他們被判監禁28至50個月（2年4個月至4年2個月），其中本地獨立樂隊「鬥牛梗」主音朱廣華被判囚38個月（3年2個月）。

#### 政總外暴動案
9名年齡介乎15至28歲的被告，被指於當日在金鐘政府總部外一帶參與暴動。15歲學生和其餘5名被告認罪，還押至11月14日求情。餘下3人否認控罪受審。到2022年11月10日，法官陳廣池裁定3人暴動罪成。陳裁決時指，案發時暴徒行為旁若無人，幸沒襲擊旁邊解放軍軍營或造成嚴重傷亡。他批評部分被告證供不可信，例如供稱在現場錄音創作的藝術系畢業生，「為何偏向暴風中心進發」、「身處險境，竟有閒情或興趣大過天去錄音」，形容被告「一心二用」，「根本是參與者」。又指一名現場看畫展的被告可以搭港鐵前往，而不是搭巴士再行過去，更指出容許陌生人替他洗眼之舉令人詫異。到12月16日判刑當日，法官陳廣池形容本案是理大和中大暴動案外，另一宗嚴重暴亂事件，數以百計的「暴徒」衝擊代表整個香港行政核心的政總，並藉人多勢眾，使他們勇武兇殘，不顧後果，並指案發後兩天是國慶，代表他們「衝擊政總便突顯嚴重挑戰特區政府和國家的權威」。法官又指首被告「為何他身處暴亂中心地方？」；而第三被告到案發現場做田野錄音及拍照是「壯大暴徒聲威」；而第九被告不求情下，法官認為被告受到深受偏激言論影響。最後首被告判監禁4年半，第三被告判監禁30個月，第九被告入獄 5 年。
而6名開審前改認罪的被告，案發時未成年的15歲少年被判入教導所。其餘5人以判囚4年為量刑起點，因開審前改認罪各獲25%刑期扣減，減至監禁36個月（2年半）。但他們提出家人患重病、自身有過度活躍或抑鬱問題，又或當時沒三思後行等，陳廣池均不接納為有效減刑因素。法官形容被告是「被煽動，被鼓吹暴力反抗，被人徹底的愚弄和利用，最後卻自己及家人承受苦果，沒有任何補償，更遑論那些形而上的政治概念的滿足」，「要怪責的是…沒有了解政治那醜惡的真面目」。另外疫情期間有份抗疫、獲政府頒發「參與社區疫苗接種計劃嘉許狀」的註冊護士因有悔意及盡責，額外減刑6個月至囚30個月。
同案亦有8人被控暴動，案件於2022年7月開審。案中6人認罪，餘下兩男同被裁罪成。到11月21日判刑當日，暫委法官鄭念慈認為本案暴動歷時約30分鐘，規模亦不小，參與人數眾多，而且示威者針對政府總部，更有人向政總投擲汽油彈。根據呈堂片段，有超過100名示威者身穿深黑色衣物、戴上面罩，有人以欄杆及傘陣築起路陣，令交通幾近癱瘓。而現場有人戴帽及口罩等，明顯打算在違法後掩飾身份，逃避刑責。雖然本案8名被告身穿深黑色衣物，但不能肯定他們有帶領角色或有份投擲汽油彈。法官引用案例，把本案量刑起點定於監禁4年6個月。最後判7人監禁3年4個月至4年7個月，兩名案發時14及15歲的男生則被判入教導所。
而4名被告，包括案發時29歲的女技術員於開審前改認罪，在11月25日，暫委法官鄭念慈判刑指暴動針對代表政府的政府總部，規模絕對不小，當中更有人戴口罩或面罩，明顯為掩飾身分，遂以判囚 4 年 6 個月為量刑起點。考慮被告認罪、沒案底，犯案屬一念之差，最終判囚3年5個月。

#### 旺角警署非法集結案
6名18至35歲的被告，包括藝人杜汶澤創辦、女團「EOS」成員廖樂兒，被控 2019 年 9 月 29 日，在旺角警署對出附近一帶參與非法集結。其中兩人攜有鐳射筆，被控公眾地方管有攻擊性武器罪，即；一人另被控兩項襲警罪。3人於2022年夏天分別認罪，30歲送貨員被判監禁4個月。25歲工程師因在干犯本案時正值8月25日荃灣一案中參與非法集結及攜有鐳射筆，須加刑30日，認罪後扣減至140日，當中有15日與另案同期執行。而女團「EOS」成員廖樂兒及另一名女生，在2023年6月5日被裁定罪名不成立；而一名30歲男子的辯方引述精神科報告指，被告發展遲緩、智力有限、自我控制能力不足，導致他不清楚社會價值觀，以及自己行為的嚴重性。不過裁判官李志豪指涉事衝突針對警方、案情嚴重，考慮被告參與程度、衝突時間及規模，判處監禁 7 個月零 15 日。

#### 旺角警署暴動案
4男2女，於2019年9月29日在旺角警署對出附近一帶，與其他不知名人士參與非法集結。其中3男2女因於2019年9月29日在旺角警署對出附近一帶，與其他不知名人士參與非法集結，被控非法集結罪。2男因在旺角警署對出西洋菜南街一帶的公眾地方、及旺角警署對出彌敦道一帶的公眾地方，無合法權限或合理辯解而攜有攻擊性武器，即一個能發出雷射光束的裝置，另被控一項在公眾地方管有攻擊性武器罪。1男在旺角西洋菜南街近弼街交界，襲擊在正當執行職務的警員7608及警員15120，被加控2項襲警罪。
6人於2022年6月7日在西九龍裁判法院提堂，主任裁判官徐綺薇應辯方要求，將案件押後至7月29日答辯，以待辯方索取文件和給予法律意見，期間被告准以現金3,000至4,000元保釋，另不得離港、須交出旅遊證件、居於報稱地址及每星期到警署報到一次。
2022年7月29日再提堂，其中2名男子認罪，還柙至8月12日判刑，不過由於30歲的被告正在接受隔離，押後至8月22日再處理判刑，最後被判處監禁4個月。而另一名25歲的被告牽涉的另一宗示威案件於同月10日判刑，被判囚5個月，法官考慮到他在該案保釋期間干犯本案，決定加刑30天，總刑期為140日。
另外3人申請押後至10月3日訊，以待被告索取醫療報告及與控方商討。其中1女被告申請離港一個月，遭裁判官施祖堯拒絕。
認罪的2名被告，2022年8月12日在西九龍裁判法院由裁判官施祖堯判刑，但30歲送貨員的黃姓被告因臨時須接受隔離無法上庭，暫定押後至8月19日再判。而25歲工程師的岑姓被告被判入獄140天，由於在前日10日荃葵青遊行中因非法集結罪罪成被判囚5個月，酌情批准部分刑罰同期執行，只須加監125天。
岑的代表律師求情指，被告及早認罪，顯示他有悔意。其母呈上的求情信指出被告被捕後被人處世變得成熟，也是家中經濟支柱。被告現時已明白自己的行為會影響家人，亦會令女朋友擔心，冀法庭考慮被告有家人支持，盡量輕判。施祖堯指，被告是在荃灣案件被捕、獲警署保釋時再干犯本案，屬加刑因素，但被告認罪可獲刑期扣減，還要考慮被告現正就另案服刑，決定以180天監禁為本案量刑起點，計算減刑因素判監140天，部分刑期與前案同期執行，實際加監125天。
另外，1名案發時只有17歲的少年被控1項非法集結及2項襲擊警務人員罪，到2022年10月18日，辯方求情指被告當時不知背後制服他的人是警員，之後更遭警員用警棍打頭，雖然沒有昏迷但要縫針。辯方指出當時警員並沒有表露身份。不過西九龍裁判法院裁判官香淑嫻表明不接受此說法，反而批評被告將紙皮放入火堆，又襲擊警員致手指骨折，屬行為惡劣，最後被判入勞教中心。

### 伤亡情况
政府新聞處表示全日共有48名人受傷，年齡介乎16至67歲，其中一人傷勢嚴重。同日亦有多名記者受傷，包括一名香港電台記者遭警棍打傷手部。

### 影響
港鐵先後宣佈關閉灣仔站、金鐘站、銅鑼灣站及天后站，多條巴士路線亦因多條行車線封閉而需要改道。
工聯會於當日下午宣佈因交通大受影響，以及顧慮到嘉賓和觀眾的安全，決定取消原定於伊利沙伯體育館舉行「灣區飛躍薈香江 粵港澳大灣區文藝晚會」。
位於灣仔一帶美心集團旗下的星巴克和元氣壽司分店被人用黑漆噴上「罷買」、「抵制」字句。遊行路線周邊的多個商場暫停營業，包括希慎廣場、崇光百貨銅鑼灣店和世貿中心等。

### 相關活動

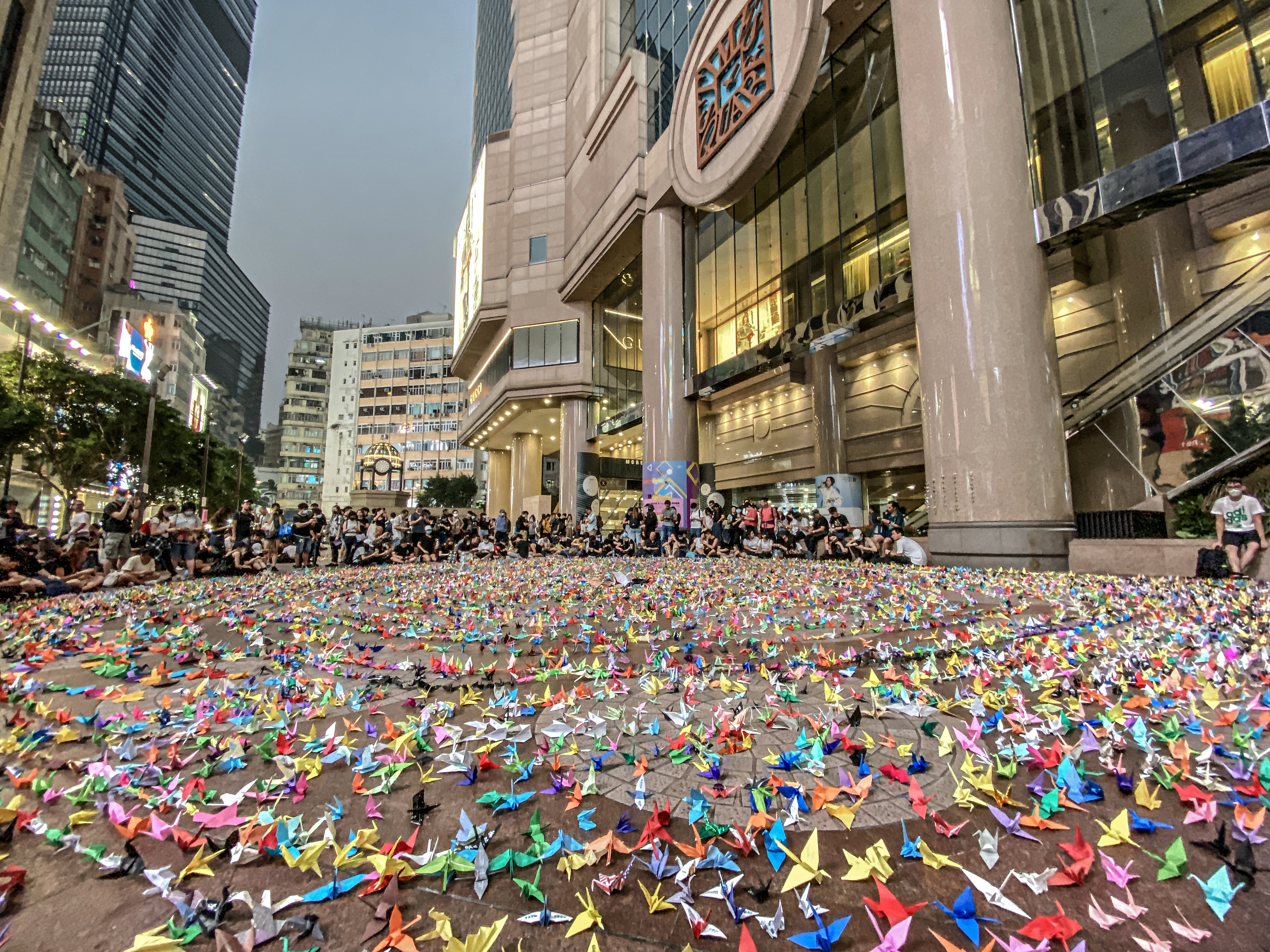
下午2時，大批市民響應在時代廣場發起「自由鳥快閃銅鑼灣」活動。紙鶴圍成一個大圈，以表示市民爭取自由的決心

因部分示威者不滿美心集團創辦人的長女伍淑清曾於聯合國人權理事會會議上批評示威者，同日下午1時，近千名市民於又一城商場發起「萬人行街 齋行唔買」行動，於美心集團旗下食肆，如EXP、千両、simplylife及八月花等多次按動輪候座位機器，並將紙條砌成紙鏈以展示訴求。期間高叫反修例口號及高唱反修例歌曲，亦有人向食客高叫「食美心，無良心」。商場安排多名穿上反光背心的保安員在場觀察及戒備，場內共有約85間商店在傍晚提早關門。晚上，有中年男子與示威者口角後，被示威者以黑漆噴面。亦有女士拍攝黑衣人的大頭照時被搶去手機從扶手電梯扔到地面。吉野家及麥當勞亦受示威波及，兩部自助點餐機被破壞。市民在晚上8時離開。
當日下午2時，大批市民在時代廣場地面的公共空間響應網民發起的「自由鳥快閃銅鑼灣」摺紙鶴活動，自制紙鶴圍成一個大圈。
當日早上7時，有市民發現北角有過百枝慶祝國慶的直幡及旗幟被毀，懷疑與示威活動有關。

## 各地示威
當日最少二十多個國家、六十多個城市有人響應呼召上街遊行。

### 台湾
由香港留學生組成的香港邊城青年聯同包括台灣公民陣線在內的數十個民間團體發起「台港大遊行」，在台北、新竹、台中、台南、花蓮及高雄等多個地區舉行遊行，有約10萬人參與。

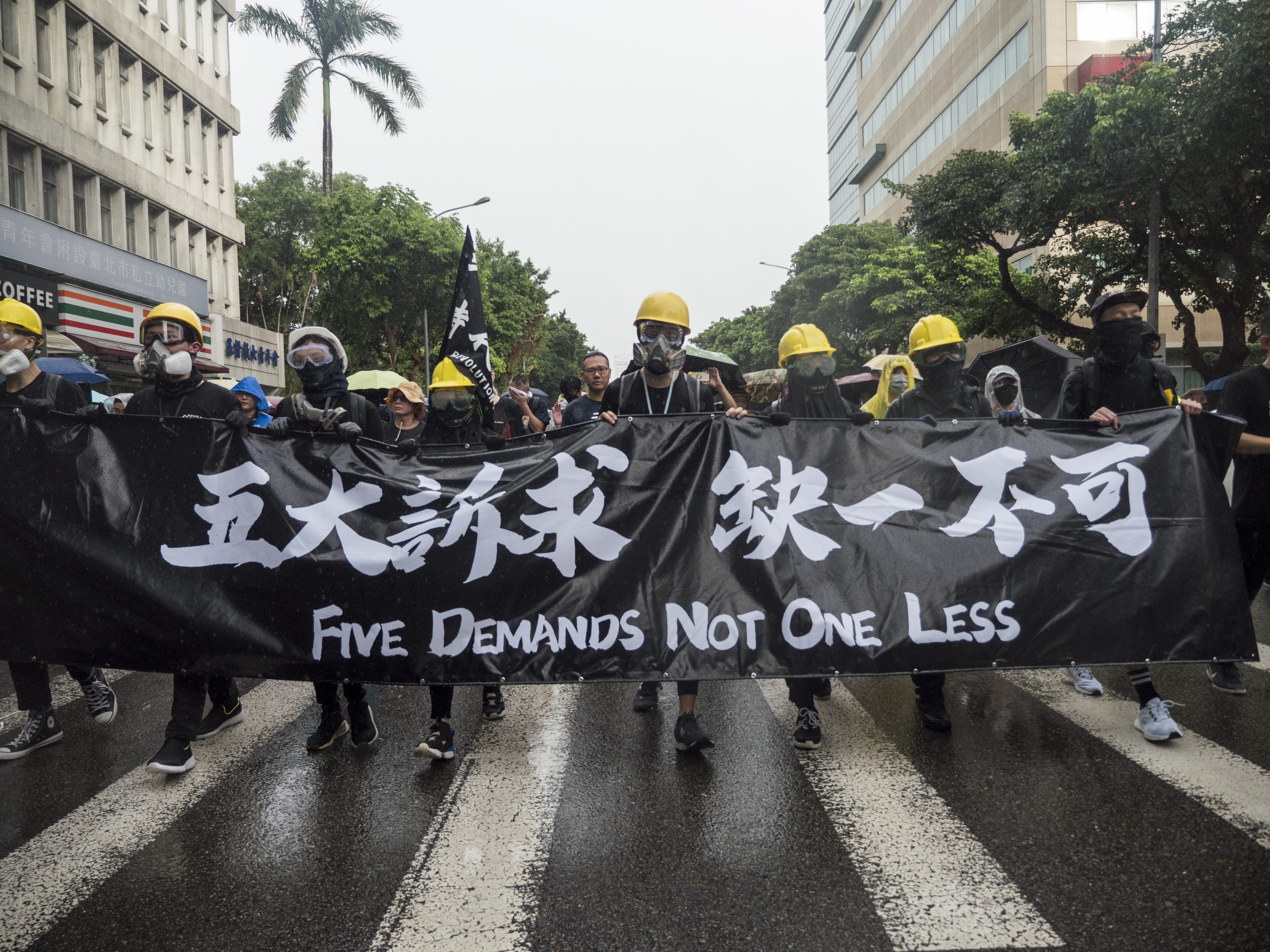
9.29 台港大遊行 — 撐港反極權遊行實況

包括民進黨主席卓榮泰、前行政院長游錫堃、秘書長羅文嘉、副秘書長林飛帆和辜寬敏。前香港民族黨召集人陳浩天、銅鑼灣書店老闆林榮基及藝人何韻詩亦有出席位於台北市舉辦的「9.29 台港大遊行 — 撐港反極權遊行」。時代力量主席徐永明。台灣公民陣線執委賴中強批評國民黨、親民黨及無黨團結聯盟沒有參與聯署支持是次活動，沒有站在民主、自由與人權的普世價值一方。
台北的遊行由立法院經西門町及台北車站步行一圈，沿途有人揮舞「光復香港，時代革命」旗幟。
遊行前何韻詩於接受傳媒訪問時遭一名戴頭盔的蒙面人淋紅油，警方當場逮捕兩名男子，其中一人為中華統一促進黨黨部主委。何韻詩接受訪問時指香港人每天都要面臨同樣的威脅，強調香港人不會退縮和懼怕，又說事件反映親中人士的質素甚低。其後，台北警方再拘捕另外7人，證實事件為有預謀行動，他們亦曾策劃以水槍向何韻詩射餿水。何韻詩決定控告向她潑漆的犯人，以求讓更多人明白香港及台灣的處境，同時亦彰顯公義。此外，亦有一名香港學生義工於便利店被叉頸攻擊。
林榮基及義守大學襲擊事件的受害人均有上台發言，林榮基表示中國內地「一國兩制」及「港人治港」的承諾都是謊言，他呼籲中華民國政府協助延長逃亡的香港的青年的居留時間。
新竹則有民眾舉辦放映會，播放電影並與民眾討論香港及台灣政治議題。主辦單位宣布新竹場次有400人響應參加。
台中市的響應活動則舉辦於9月28日，由好民文化協會等多個臺灣民間團體共同發起，約有500人共同響應聚集於台中市民廣場，其中也包含無黨籍立法委員洪慈庸 。
台南亦有超過2000人參加「929抗極權！我在台南撐香港」遊行，由台南香港關注組、台南新芽、台南社大、成大零貳社等民間團體共同發起遊行。在9月29日下午三點於台南美術館二館旁做為起點，沿臺南孔子廟附近路段繞行，遊行隊伍包括民進黨立委陳亭妃、林俊憲、郭國文。
由高雄香港學生逃犯條例關注組等民間團體發起的集會活動，在下午五時半至晚間十時在高雄凹子底公園做為集會場地，亦有逾5000人參加，包括行政院副院長陳其邁、民進黨立委賴瑞隆、李昆澤、管碧玲及劉世芳等人、時代力量市議員林於凱、黃捷。2020年中華民國總統選舉候選人韓國瑜的競選辦公室表示雖然韓國瑜未有參加集會，但並不代表韓國瑜不支持香港人追求民主自由。

### 加拿大
當地週日，溫哥華、多倫多和渥太華等10個城市分別有「反極權」遊行，其中多倫多和温哥华的遊行分別有2000人和2500人參加。在卡加里、愛民頓和哈里法斯等地亦有集會、人鏈和快閃活動。

### 英國
數千名居英港人帶同海報及標語由中國駐英國大使館遊行至特拉法加廣場，沿途以英語及廣東話高叫口號。

### 美國
過百名群眾於華盛頓紀念碑聲援香港的示威活動。其中一名參與者楊建利稱中國共產黨的統治是「帶有中國特色的法西斯主義」，中國在中共總書記習近平的領導下正急速的「納粹化」；另一名參與者陳光誠指出香港的行動已經在中國內地種下民主變革的火種。身處美國的香港眾志常委羅冠聰亦有出席。在紐約，數十名中國民主黨黨員於中國駐紐約總領館門外舉行「70國殤反共送終」集會，將中国共产党黨旗、習近平的遺像及常用於葬禮的白色花圈放在一起。

### 荷蘭
大約300名示威者於阿姆斯特丹水壩廣場播放影片，內容包括中港關係、警暴問題及示威者的訪問片段。集會人士亦有宣讀聲明及高唱《願榮光歸香港》及中文版的《Do You Hear the People Sing?》除了香港人外，亦有不少當地居民參與遊行。參加人士高舉黃色雨傘及英文標語。。

### 德國
德國慕尼黑、法蘭克福、漢堡及柏林多個城市均有集會活動，其中慕尼黑的集會有大約300人參加，包括曾經與黃台仰會面的德國綠黨議員Margarete Bause。其中柏林的遊行隊伍由亞歷山大廣場步行至中國駐德國大使館，中華民國駐德代表謝志偉亦有出席。

### 瑞典
9月29日在瑞典斯德哥爾摩國民廣場亦有反極權集會，當中有人讀出流亡瑞典維吾爾族人的演講稿。撰文者聲稱自己的父母被抓進再教育營，並不願意看見香港落入同一情況中。他表示中國共產黨是「自由的敵人」(enemy of freedom)和「人類尊嚴的敵人」(enemy of human dignity)，並呼籲選民叫官員為對中國的投資負責、呼籲大家叫大學在研發人工智能時注意中國監控的情況並呼籲一些公司注意不要與「當代奴隸制」(modern day slavery)同流合污。當天除了香港人外，亦有不少當地人參加，他們高舉「香港加油」、「fight against tyranny」等標語，亦設立了連儂牆收集對香港人的打氣和祝願。

### 澳洲
澳洲有多達七個城市有遊行活動，包括悉尼、墨爾本、布里斯本及珀斯，其中悉尼有多達三千人參加，是自6月香港爆發反對逃犯條例修訂草案運動以來在澳洲最大型的遊行活動。除了香港人外，亦有澳洲人、越南人及新疆移民參與遊行。於珀斯更有小型飛機拉起「Perth Stands with Hong Kong」橫額。大批身穿黑衣的遊行人士高呼「Free Hong Kong, Democracy Now 」、「光復香港，時代革命」、「Save Hong Kong」及「Stop tyranny」等口號。

### 日本
約600人參加在東京的「全球連線 對抗極權」集會，由千鳥淵交差點公園步行至香港駐東京經濟貿易辦事處。參與者大多穿著黑衣並戴上口罩，在辦事處門口呼叫口號並歌唱《願榮光歸香港》，並將寫有示威者訴求的紙鶴投入辦事處的信箱內。集會發起人表示希望向日本傳媒傳遞香港抗爭活動仍未成功，以及香港警察濫用暴力的訊息。
日本警方估計這次示威有600人參加。參加者包括旅日香港人、留學生和日本人。這項活動聚集了互聯網上的參與者。這項活動的組織者是是居日的港日混血兒陳星矢。參加這項活動的香港人用口罩遮住了臉。

### 馬來西亞
吉隆坡雪蘭莪州原定晚上7時於隆雪中華大會堂（隆雪華堂）門外舉辦「大馬撐香港反極權集會」，但因隆雪華堂報警備案而須改到附近停車場舉行。多個團體批評隆雪華堂報警的做法是侵害了集會自由。主辦方認為隆雪華堂受到中國駐馬來西亞大使館施壓。集會估計約70人出席。集會主辦人廖洋葓安排了曾到香港的人士發言，亦設置了連儂牆供參加者填寫訴求或打氣字句。集會人士亦用粵語誦詩及歌唱《願榮光歸香港》。集會於晚上8時結束。
華總會長吳添泉表示各個華社應遵循「一中政策」，避免參與分化中國，以及可能破壞馬來西亞與中華人民共和國邦交的活動。馬來西亞警方亦以「不符合10天提前通知」為由傳召活動發起人問話。

### 紐西蘭
9月29日在奧克蘭亦有人於奧提中心（Aotea Square）舉行集會，有過百人參與，有參與者組成人鏈和舉起西藏流亡政府的國旗雪山獅子旗，他們又高唱「願榮光歸香港」並以廣東話高叫口號，有部分人則在場內唱起中華人民共和國國歌。

## 迴響
國務院台灣事務辦公室發言人馬曉光批評民進黨及「台獨勢力」為了私利而插手香港事務，嚴重破壞香港繁榮穩定，觸及了一國兩制的原則底線。他形容「火中取栗者必將玩火自焚」。
《新華社》指示威者於商業區縱火，警方曾多次警告示威者不果才以適當武力進行驅散。
香港政府晚上11時半發表聲明，強烈譴責示威者於多區縱火及破壞公物，對警員及港鐵職員的安全造成威脅。
香港警察並表示不會容忍任何暴力行為，將會追究所有違法行為。
前終審法院首席法官李國能發表聲明指香港是法治社會，示威者應該以和平理性的方式抗議。他認為暴力並不能解決問題，並強調法治社會不能容忍暴力行為。
港鐵晚上發聲明指銅鑼灣站、灣仔站及金鐘站等多個車站均有設施受到破壞，更有一名職員在銅鑼灣站被磚頭碎片打中受傷。
工聯會理事長黃國批評示威者毀壞國慶裝飾，影響政府及不同團體慶祝國慶的活動。